# Johann Wolfgang von Goethe
Johann Wolfgang von Goethe, înnobilat în anul 1782 (n. 28 august 1749, Frankfurt am Main – d. 22 martie 1832, Weimar) a fost un poet german, ilustru gânditor și om de știință, una dintre cele mai de seamă personalități ale culturii universale.

## Biografie

### Familia
S-a născut la Frankfurt pe Main ca fiu al lui Johann Kaspar Goethe (1710–1782), înalt funcționar de stat, și al Catharinei Elisabeth Textor (1731–1808).
Relația lui Goethe cu părinții nu a fost fără conflicte. Cu excepția surorii sale născute la 7 decembrie 1750, Cornelia Friederica Christiana, ceilalți frați toți au murit timpuriu. În anul 1758 tânărul Goethe s-a îmbolnăvit de variolă.
Din anul 1756 până 1758 a frecventat o școală publică. Un rol esențial în educația religioasă luterană includea lectura Bibliei și duminică slujbele la biserică. Primind o educație aleasă, a studiat desenul, muzica (pianul și violoncelul), scrima, călărie, literatura germană și universală, limbi străine vechi și moderne (greaca veche, latina, ebraica, italiana, franceza și engleza).
Prima îndoială în credință, Goethe a avut-o în anul 1755 cu ocazia cutremurului din Lisabona: Dumnezeu i-a pedepsit la fel pe cei nevinovați ca și pe cei vinovați și nu s-a dovedit părintește .
Educația religioasă pe care a primit-o în Frankfurt de la Johann Philipp Fresenius, un prieten al familiei și mai târziu de la unchiul lui, preotul Johann Friedrich Starck, nu i-a prea plăcut: Protestantismul Bisericii care ne-a fost predat, a fost doar o singură moralitate uscată; la un discurs înțelept nu s-au gândit, și doctrina nu era pentru inimă, nici pentru suflet.
Numai ocupația cu Vechiul Testament, mai ales de poveștile de Patriarhi Avraam, Isaac și Iacob i-au sugerat imaginațiile. Atitudinea sa față de Biserică și dogma creștină a rămas până mai târziu distanțată și chiar ostilă.
De timpuriu a început Goethe să iubească literatura, la care avea acces prin vasta bibliotecă de circa 2000 de volume a tatălui său. Fascinat era și de teatru, în casa părintească anual se prezenta un spectacol de teatru de păpuși.
Din anul 1759 până 1761 (în timpul Războiului de Șapte Ani), în timp ce Frankfurtul era ocupat de trupele franceze, în casa părintească era găzduit un ofițer francez. Prin acesta și prin trupa de artiști care îl însoțeau, Goethe a avut primul contact cu teatrul franțuzesc.
În anul 1763 a asistat la un concert al tânărului Mozart, care atunci avea șapte ani.

Familia
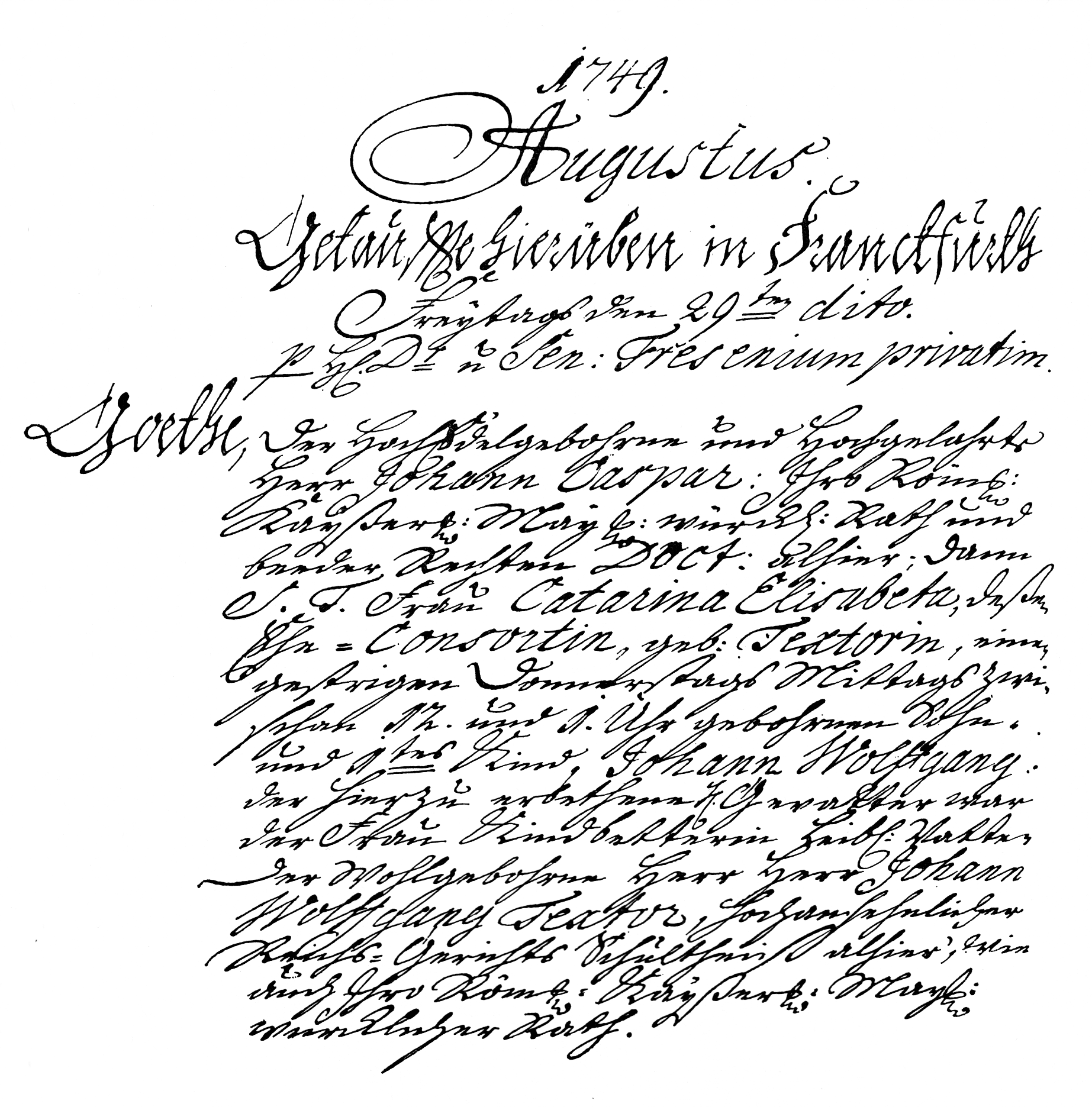
Documentul de naștere și de botez a lui Goethe (1749)
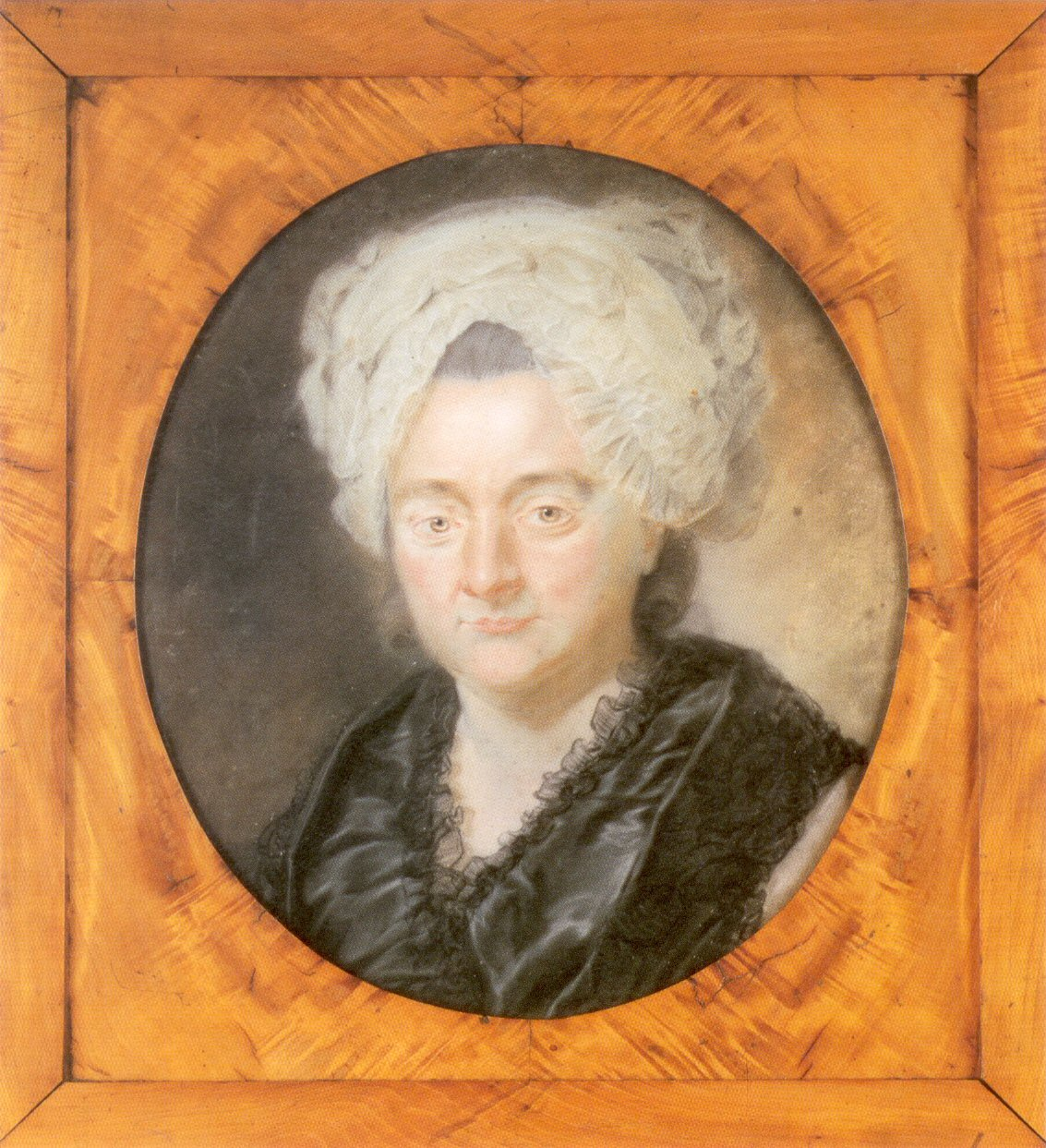
Mama, Catharina Elisabeth Goethe, portret de Georg Oswald May (1776)
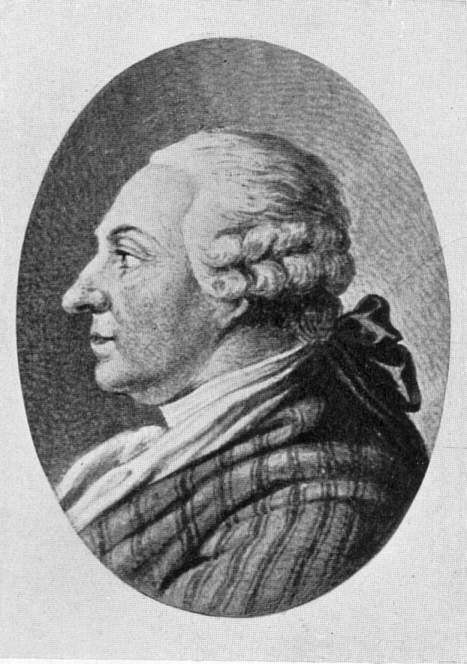
Tata, Johann Caspar Goethe, acuarelă de Georg Friedrich Schmoll (1775).
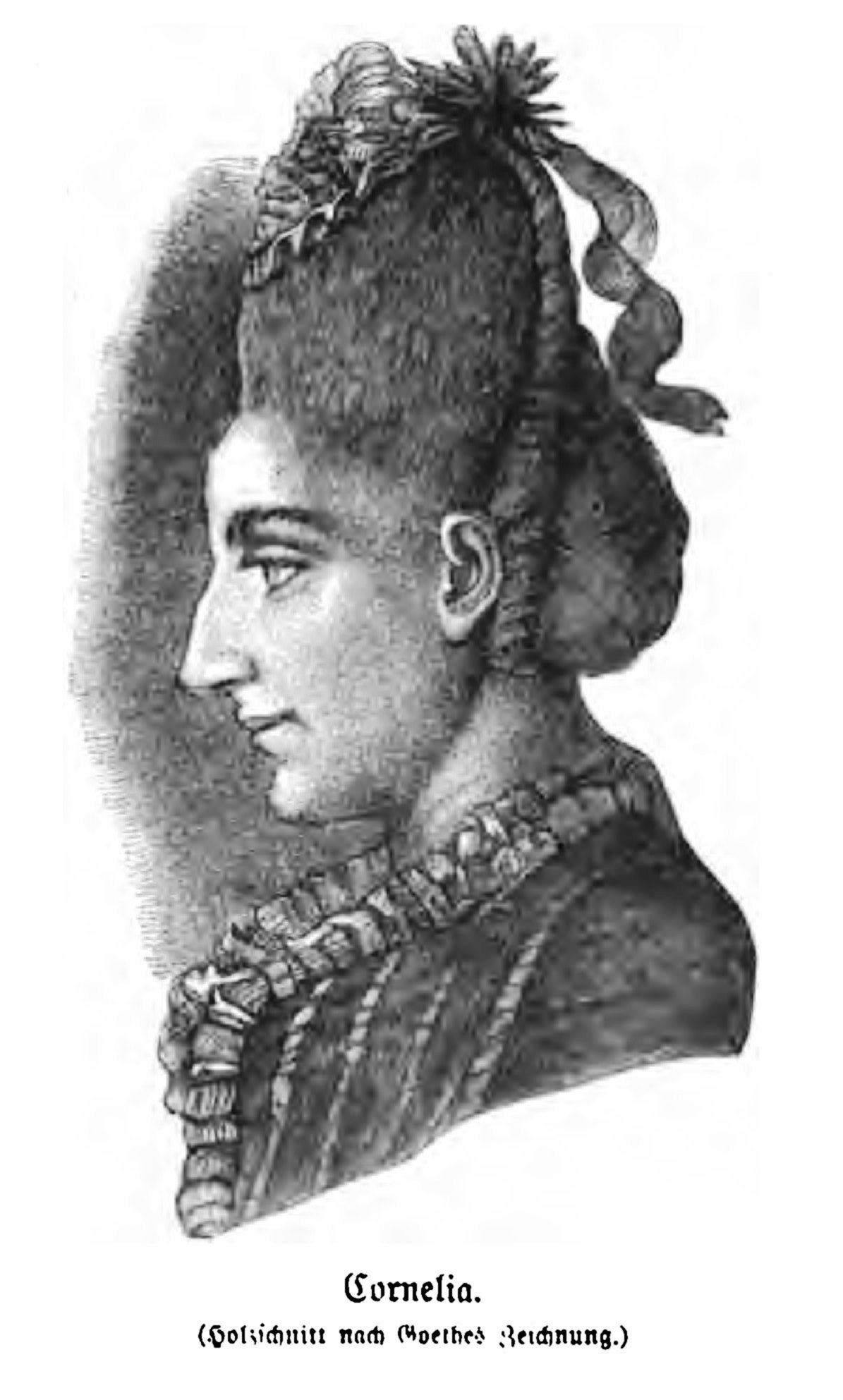
Sora lui Goethe, Cornelia Friederica Christiana
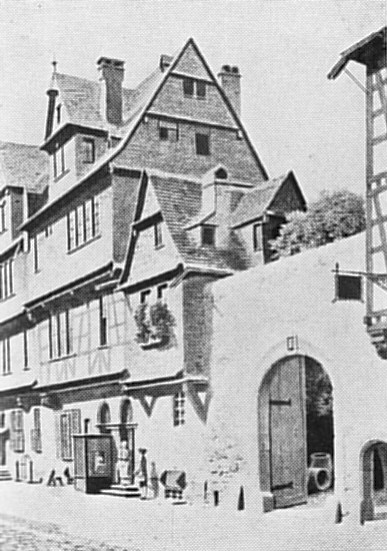
Casa părintească a lui Goethe (1755), înainte de modificare.
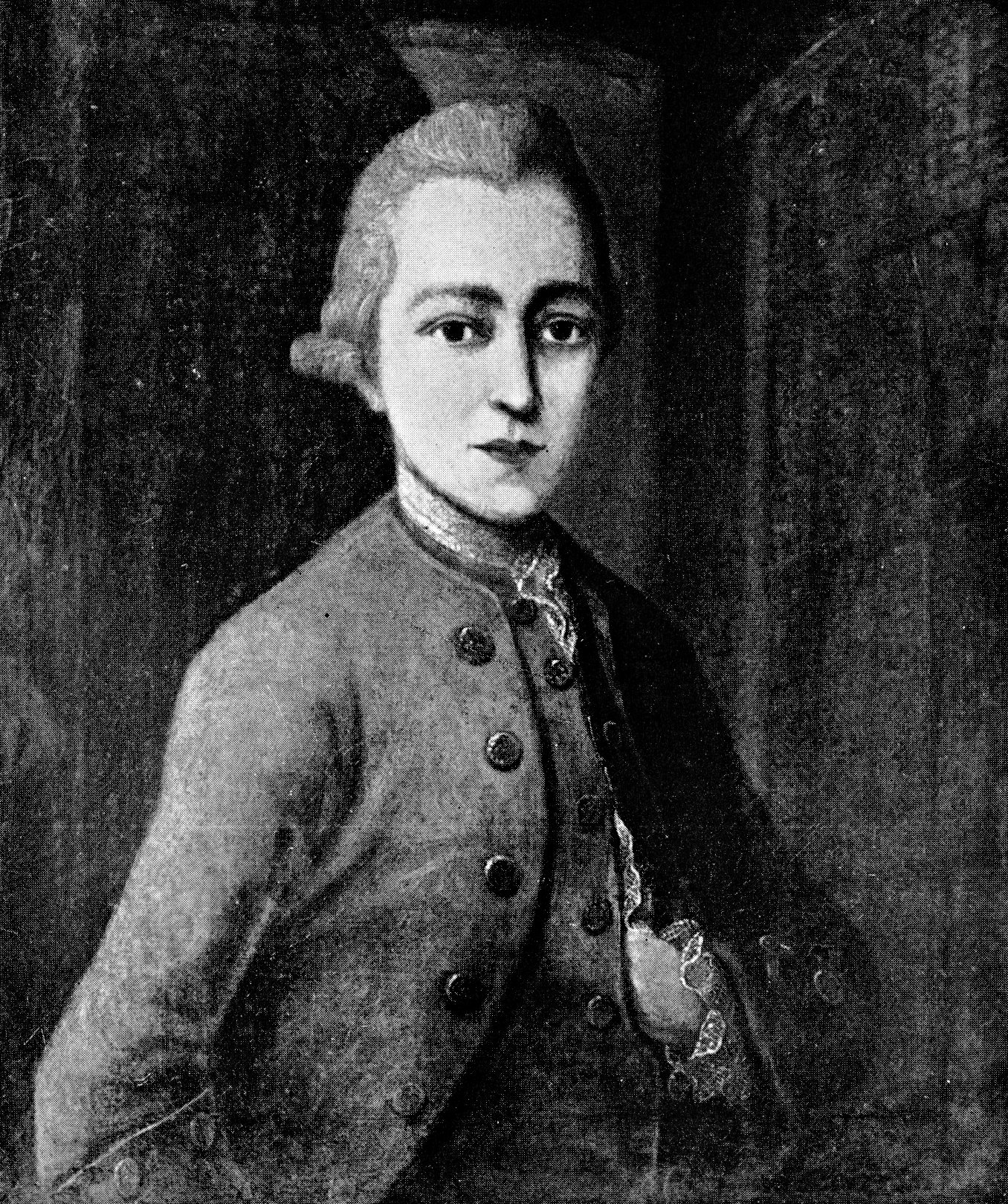
Tânărul student, Johann Wolfgang Goethe
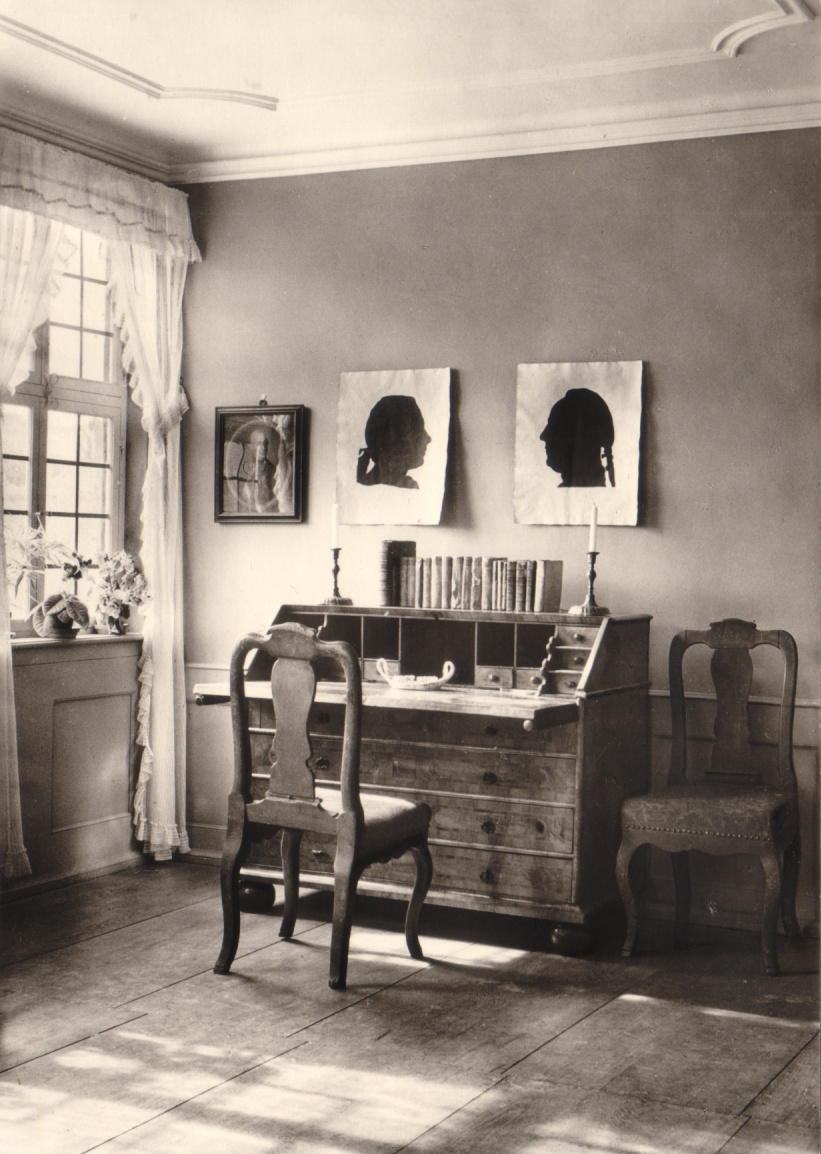
Camera de lucru a lui Goethe în Frankfurt.
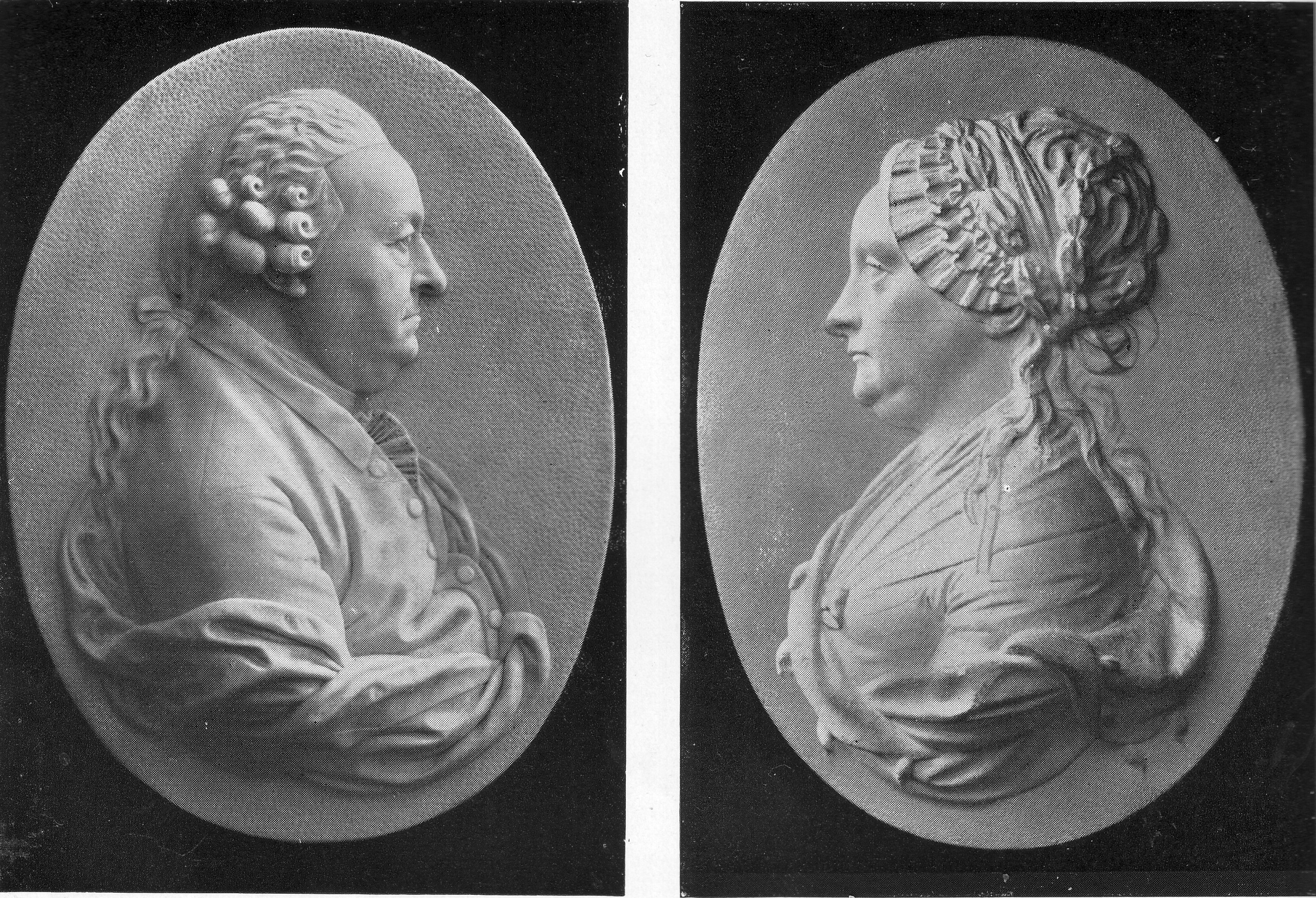
Părinții lui Goethe, 1779
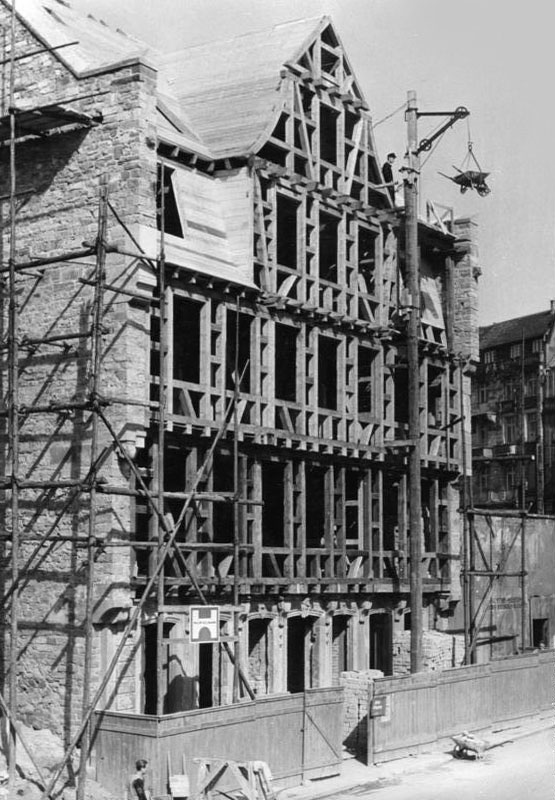
Casa părintească a lui Goethe în anul 1949.
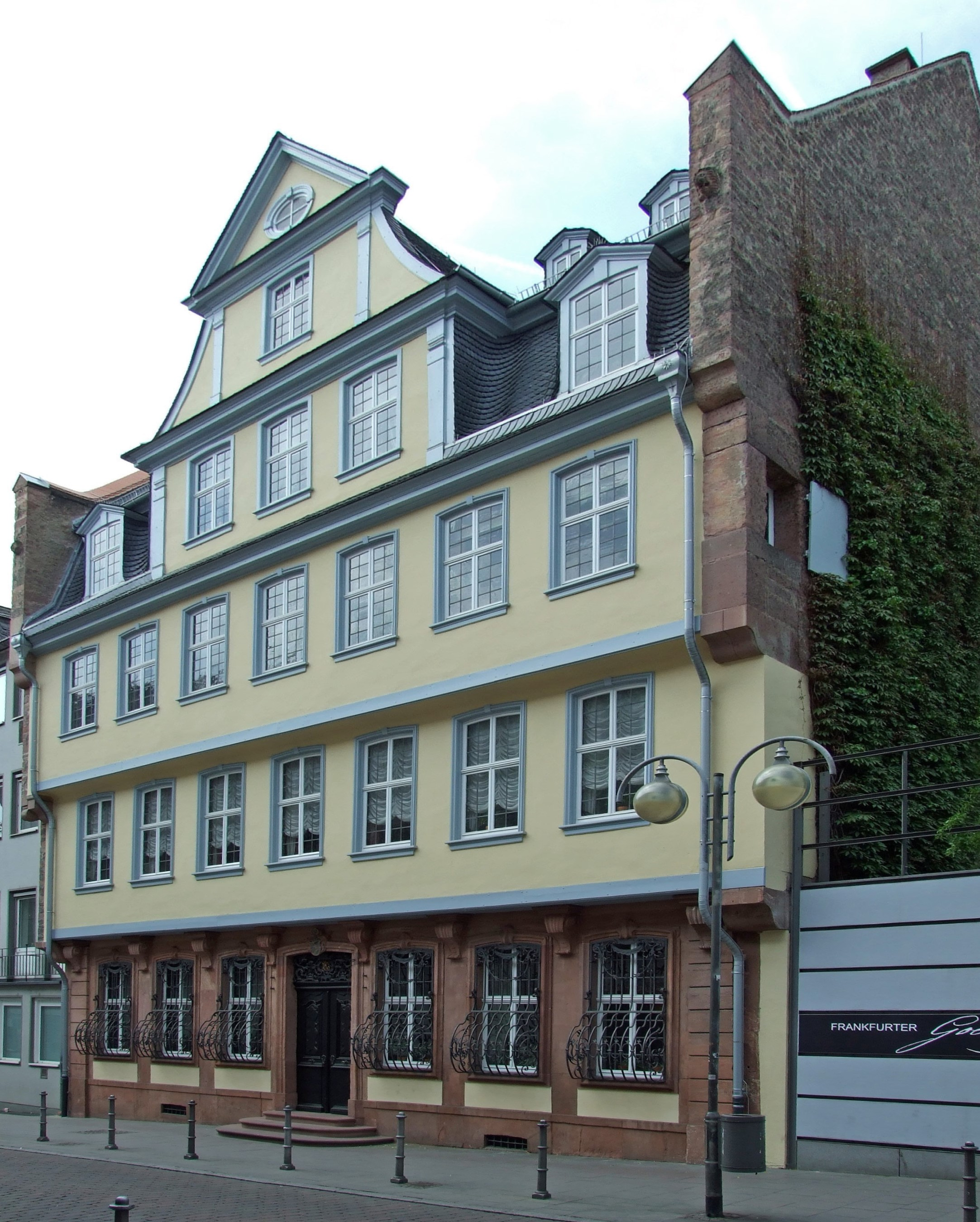
Casa părintească a lui Goethe din Frankfurt, în Großen Hirschgraben

## Perioada studenției

### Leipzig

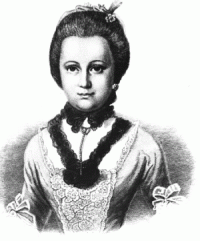
Anna Katharina Schönkopf, prima prietenă a lui Goethe

La îndemnul tatălui, în toamna anului 1765, Goethe începe să studieze Dreptul la Universitatea din Leipzig de care nu prea era încântat, dar pe care îl termină în anul 1768. Mai întâi Goethe trebuia să se adapteze hainelor și manierelor, stilului elegant de viață, pentru a fi acceptat de noii concetățeni. În acest timp o plăcere pentru el era participarea la cursurile lui Christian Gellert, un poet și filosof etic iluminist.
De asemenea participa și la cursurile de desen ale pictorului și sculptorului Adam Oeser, directorul Universității din Leipzig. În acest timp scrie primele poezii, Neue Lieder („Cântece noi”), pătrunse de un lirism puternic și elevat, precum și o comedie întitulată Die Laune des Verliebten („Capriciul îndrăgostitului”).
Dar de asemenea tânărul Goethe se bucura de libertățile departe de casa părintească. El vizita teatrul, asistând la spectacole sau petrecea serile cu prietenii la bere. Aici are și prima deziluzie sentimentală, în iubirea neîmpărtășită de Anna Katharina Schönkopf care după doi ani, este de comun acord desființată. Acest eveniment l-a inclus în comedia Die Mitschuldigen („Vinovații”), scrisă la întoarcerea lui acasă.
Un an și jumătate, perioadă de refacere după deziluzia sentimentală în care o prietenă a mamei sale, Susanne von Klettenberg îi aducea la cunoștință conceptul pietetic al Herrnhuter Brüdergemeine, o derivație a Bisericii Protestante, Goethe se ocupa cu misticismul, alchimia și cercetarea sufletului.

### Strasbourg

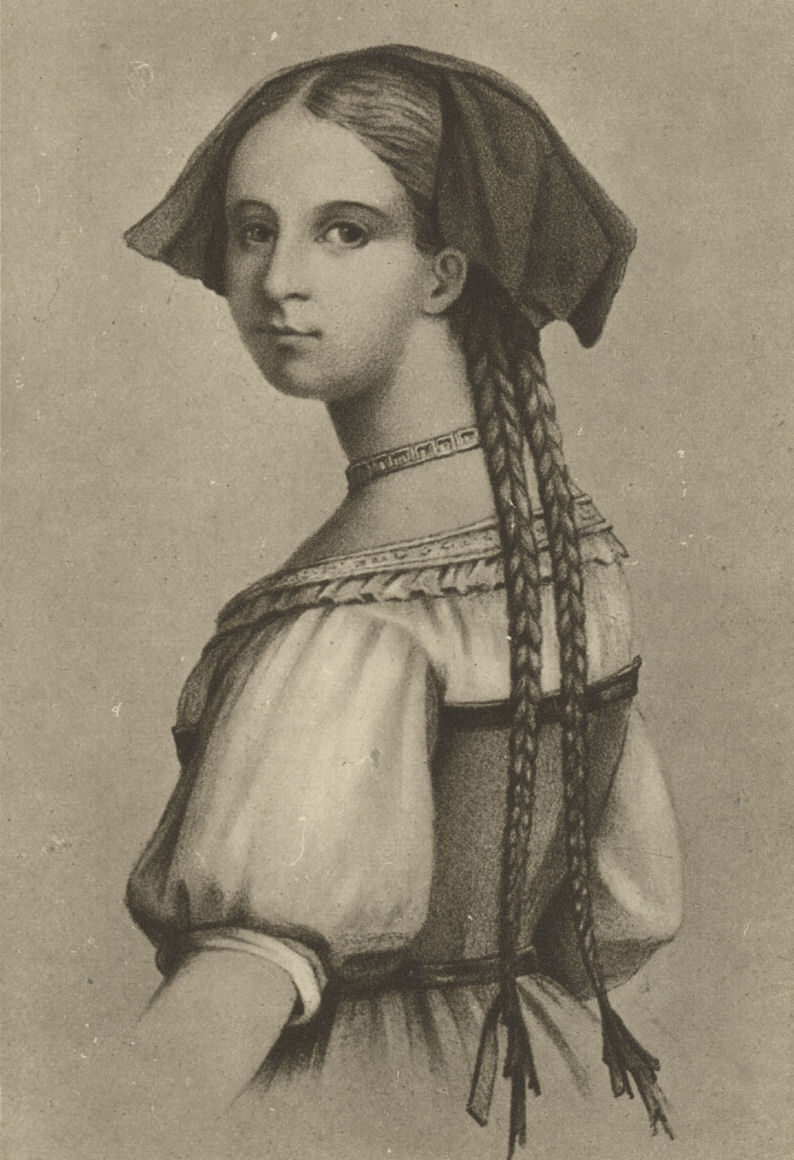
Friederike Brion

Refăcut sufletește, la presiunile tatălui, Goethe se transferă în anul 1770 la Universitatea din Strasbourg unde își continuă studiile juridice. Aici în Alsacia, care este și regiunea cu mult drag descrisă mai târziu, îl întâlnește pe filozoful Johann Gottfried Herder, teoreticianul mișcării Sturm und Drang („Furtună și Avânt”), care va avea un rol hotărâtor în dezvoltarea intelectuală ulterioară a tânărului Goethe. De la acesta va învăța să perceapă lumea ca pe o imensă totalitate în care fizicul și spiritualitatea sunt indivizibile: Nu arborii genealogici și războaiele sunt importante, ci numai devenirea și existența popoarelor, vizibile în Vechiul Testament, Homer, mituri și povești.
Tot Herder a fost cel care i-a atras atenția asupra puterii de expresie  a unor autori în limba lor originală, cum ar fi Homer, Ossian și Shakespeare, dar și a poeziei populare, dându-i prin aceasta un impuls decisiv în dezvoltarea sa ca poet.
Cu ocazia unei călării în Sessenheim, tânărul Goethe a ajuns într-o casă parohială ospitalieră unde s-a îndrăgostit de fiica pastorului, Friederike Brion. Poeziile pe care i le-a dedicat, care mai târziu au fost numite „Sesenheimer Lieder” (printre care Willkommen und Abschied, Mailied, Heidenröslein) au fost prin puterea lor expresivă „începutul revoluționar al unei epoci lirice noi” (der revolutionäre Beginn einer neuen lyrischen Epoche).

## Frankfurt

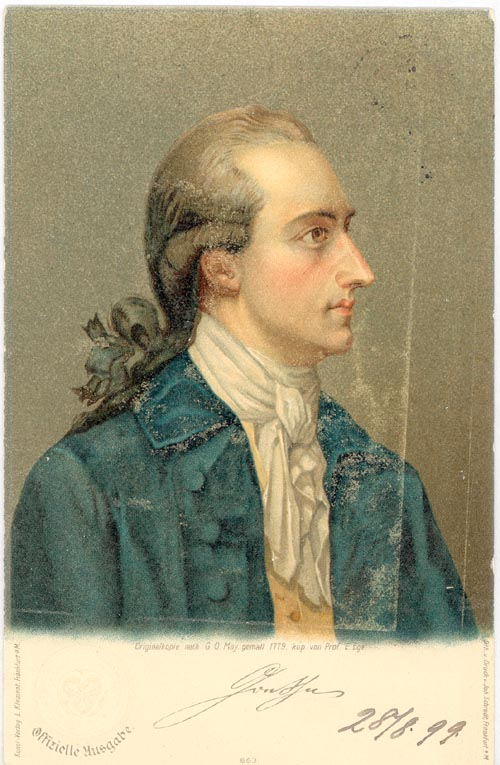
J. W. von Goethe, carte poștală după o pictură de Georg May, 1779

În vara anului 1771 Goethe și-a susținut disertația juridică. Nu i-a fost aprobată deoarece conținea opinii contrare doctrinelor bisericii. 
La sfârșitul lunii august 1771 a primit la Frankfurt o licență de avocat. Dorea să devină activ în sensul progresiv al legilor umane. Deja în primul său proces, fiind mai certăreț, a primit o dojană, experiență după care și-a pierdut dorința de a mai exercita această profesiune. Cu acest proces, doar după câteva luni de profesare s-a încheiat carieră lui de avocat, chiar dacă firma lui a mai existat încă 4 ani, până la plecarea lui în Weimar. În această perioadă Goethe se afla în legătură cu „Darmstädter Kreis”, un cerc literar de iluminiști, format în jurul filozofului Herder, unde mai sunt de amintit Johann Georg Schlosser (mai târziu cumnatul lui) și Johann Heinrich Merck.

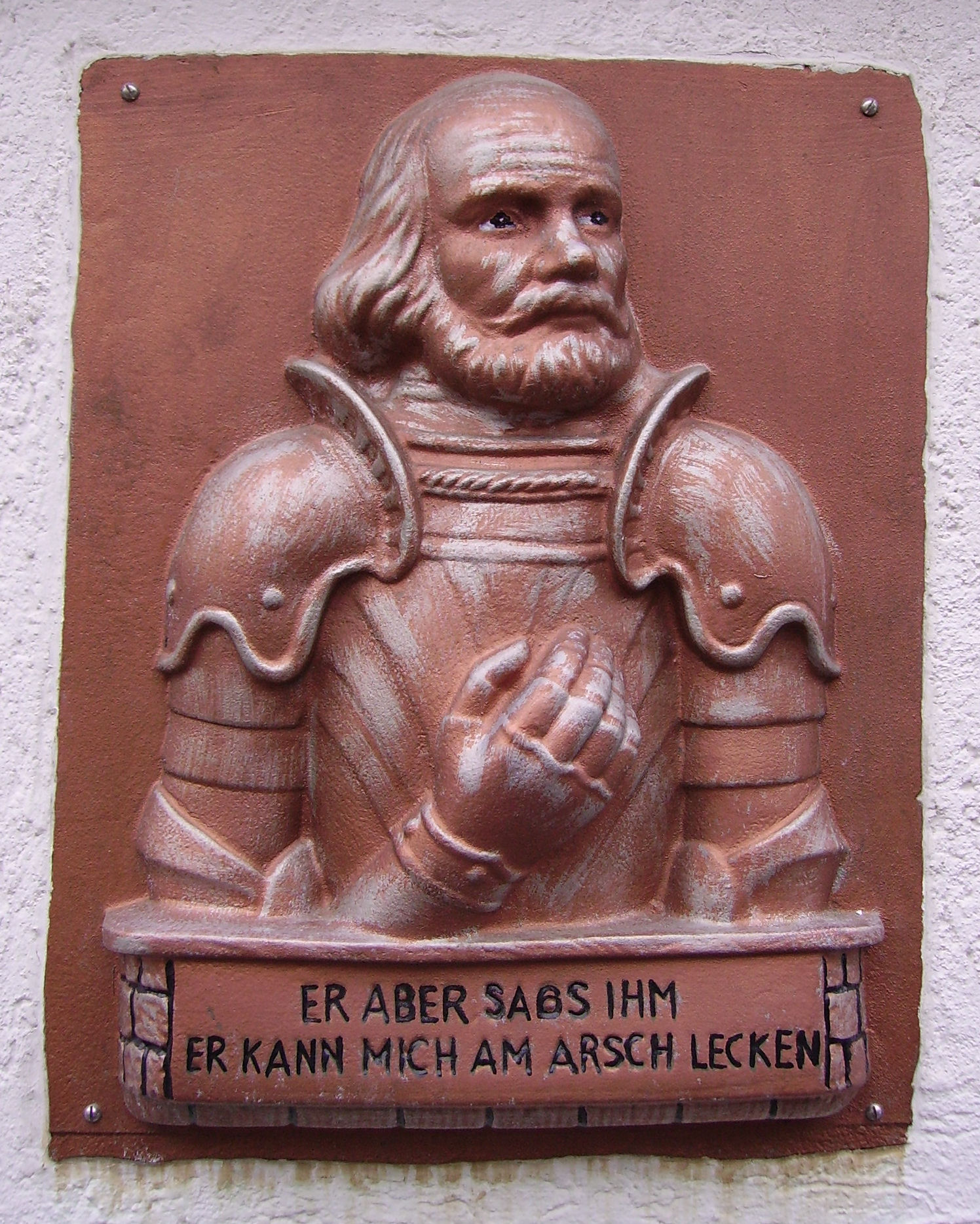
«Götz von Berlichingen»

Pe tânărul Goethe, de asemenea îl urmăreau din nou planurile literare. De data aceasta, tatăl lui nu avea nicio obiecție, ba chiar îl ajuta. Scrie un eseu asupra arhitecturii germane (Von deutschen Baukunst) și un studiu asupra dramelor lui Shakespeare. În aparenta dezordine a arhitecturii gotice ca și în teatrul scriitorului englez, Goethe descoperă acea unitate tipică a geniului cu natura, fiecare cu legi proprii.
În această perioadă, scrie drama intitulată Götz von Berlichingen, prelucrare a unei povești scrise după o carte care descrie viața unui cavaler de jaf, Götz von Jagsthausen, din timpul războaielor țărănești germane. Această piesă de teatru, prezentată pe o scenă făcută singur, ca în copilărie, va avea mare succes. Aceasta a fost prima dramă germană modernă și a deschis calea teatrului istoric popular.

### Wetzlar

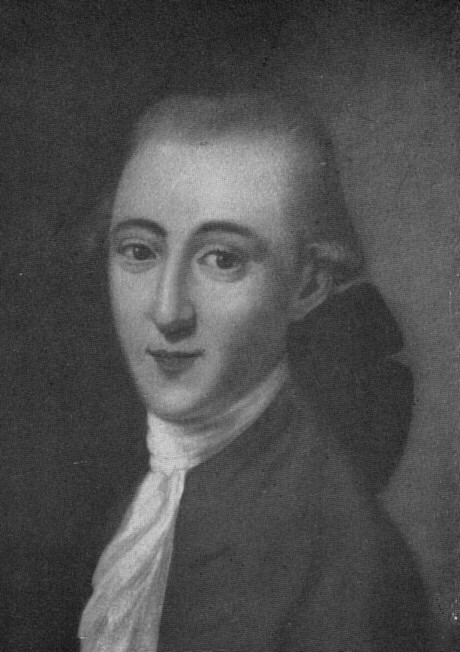
Johann Georg Christian Kestner

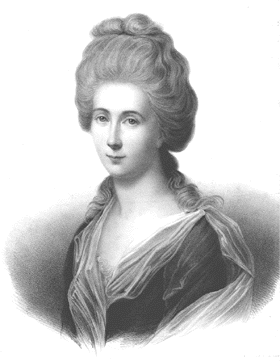
Charlotte Buff

Din munca neplătită la o revistă literară, publicată de Schlosser și Merck, Goethe nu putea trăi și, în luna mai 1772 se pleacă, pentru terminarea studiului de drept, ca practicant la judecătoria regală în Wetzlar. Aici, printre juriști, îl întâlnește pe Johann Christian Kestner, care a spus despre el: „... a venit un anumit Goethe din Frankfurt, după felul lui Dr. juris, 23 de ani, singurul fiu al unui tată foarte bogat, ca aici - asta era dorința tatălui - să-și caute o practică, dar intenția sa era să-i studieze pe Homer Pindar și pe alți, care pot ocupa geniul, felul de-a gândi și inima lui... Are foarte mult talent, este... un om cu caracter, posedă o închipuire plină de viață nemaipomenită... Fără prejudecată, se poartă cum îi place, fără să-l intereseze dacă celuilalt îi place... Urăște orice constrângere... Este bizar în purtare... lucru ce-l poate face nesuferit. La copii, la femei și la mulți alți este bine văzut...”
La logodna lui Kestner cu Charlotte Buff (numită „Lotte”), Goethe se îndrăgostește de aceasta și cei doi păreau a fi de nedespărțit, până ce Kestner a avut o discuție aprinsă și hotărâtoare cu Goethe. În aceeași noapte, Goethe a fugit la Frankfurt, unde se stabilește definitiv, dar fiind tot timpul în călătorii.
La o vizită în Koblenz la Sophie von La Roche, Goethe se îndrăgostește de fiica ei Maximiliane (care mai târziu se căsătorește cu Peter Anton Brentano), și așa reușește să o uite pe Lotte.
Merck forțează ca piesa „Götz von Berlichingen”  să fie prelucrată într-o versiune nouă și publicată. În cele din urmă, piesa a fost publicată în propria editură a lui Merck. Aceasta a avut un succes senzațional, rezultând și în tipăriri false, ceea ce pe Goethe l-a făcut deodată celebru.

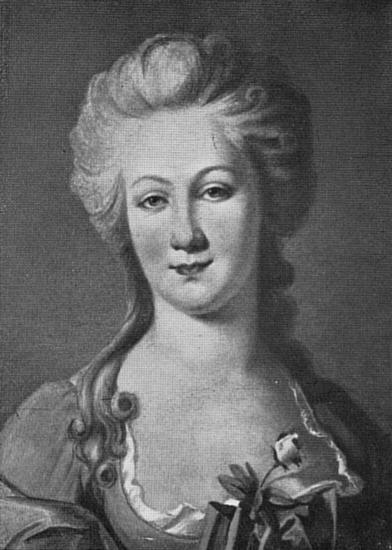
Lili Schönemann, 1770

În corespondența sa cu Kestner, Goethe află de sinuciderea lui Karl Wilhelm Jerusalem, un secretar din Wetzlar și prieten al lui Goethe, de care sunt legate evenimentele în romanul său: Die Leiden des jungen Werther  („Suferințele tânărului Werther”). În acest roman, Goethe asociază și întîmplările sale cu Charlotte Buff. Romanul a dus la o anumită „Werther-isterie” pe plan european. Se raportau sinucideri stil „Jerusalem”. Cărțile Götz și Werther, oricât de diferite erau, marcau un început nou al literaturii germane.
Revolta individualistă a poetului împotriva legilor morale ale societății într-un stil plin de încărcătură emotivă, a consemnat consacrarea lui Goethe ca reprezentant de frunte, necontestat, al mișcări literare Sturm und Drang.
Timp de cincisprezece ani, inițiată la Strassburg și continuată până la plecarea la Weimar, producția lirică a lui Goethe a fost prestigioasă, de o varietate întinsă, de la ingenuitatea populară din Heidenröslein  („Măceșul”) până la grația de salon din ciclul Kleine Blumen, kleine Blätter („Flori mărunte, frunze mici”). În acest timp a început să lucreze la primele versiuni ale lucrării sale Faust  (așa-zisul Urfaust), care cuprinde printre altele „cântecele lui Gretchen”. În 1772 la Frankfurt, publică drama Prometheus, satira Götter, Helden und Wieland („Zei, eroi și Wieland”), etc.
În iarna anului 1774, Goethe face cunoștință cu Lili Schönemann, o tânără încântată, plină de viață, care era fiica unui bancher din Frankfurt. Goethe era atât de entuziasmat de aceasta tânără, încât i-a dedicat rolul principal în drama Stella și în muza Hermann und Dorothea.
Ajuns din nou în Frankfurt, Goethe a fost vizitat de Karl August von Sachsen care i-a propus să devină sfătuitor în serviciile de conducere ale acestuia.

### Weimar

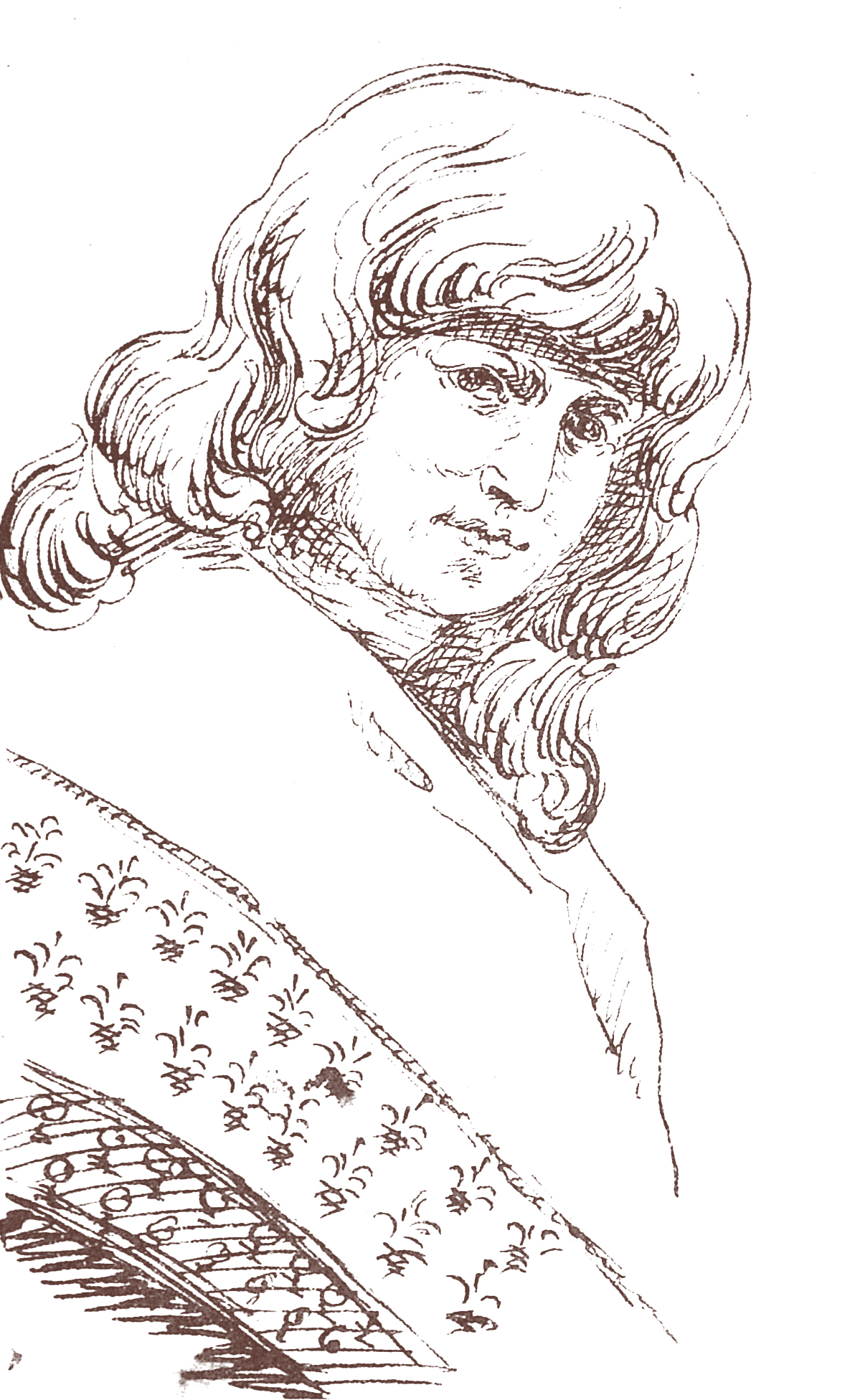
Christiane Vulpius, desen de Goethe

La 7 noiembrie 1775 Goethe ajunge la Weimar, unde în primele luni își petrece timpul cu petreceri, nebunii de toate tipurile etc., dar va folosi ocazia să îi facă o vizită în Leipzig lui „Käthchen” (Anna Katharina Schönkopf), căsătorită Kanne. În primăvara anului 1776 a început (neoficial) să participe la întâlnirile consiliului. În luna iunie a aceluiași an, în ciuda opoziției celorlalți miniștri și funcționari, Goethe a fost numit ministru (Geheimer Rat) al prințului Karl August cu drept de vot în Consiliul de Miniștri. De timpuriu Goethe a găsit în Anna Amalia, mama ducelui cu care curând a devenit un prieten apropiat, un aliat.
Eficacitatea lui Goethe în politică, în literatura de specialitate este apreciată cu diferențe. De unii autori este considerat ca politician de reformă, care include printre altele, renunțarea recrutării țăranilor pentru front , iar alți menționează că, Goethe în funcția lui oficială a forțat recrutarea copiilor de țărani pentru armată prusacă.
În octombrie al aceluiași an, Goethe s-a impus ca Herder să devină consilier consistorial superior la Weimar, oraș față de care simțea o veche afinitate.
Goethe o întîlnește la Weimar pe Charlotte von Stein, o curteană a ducesei Anna Amalia. Fiind prietenă apropiată a lui Goethe, a familiei Herder și a lui Schiller, a influențat puternic viața și lucrările acestora. Cu toate că doamna Stein avea șapte copii și era cu șapte ani mai în vârsta ca Goethe, el se îndrăgostește de ea, iubire documentată în peste 1.700 de scrisori .

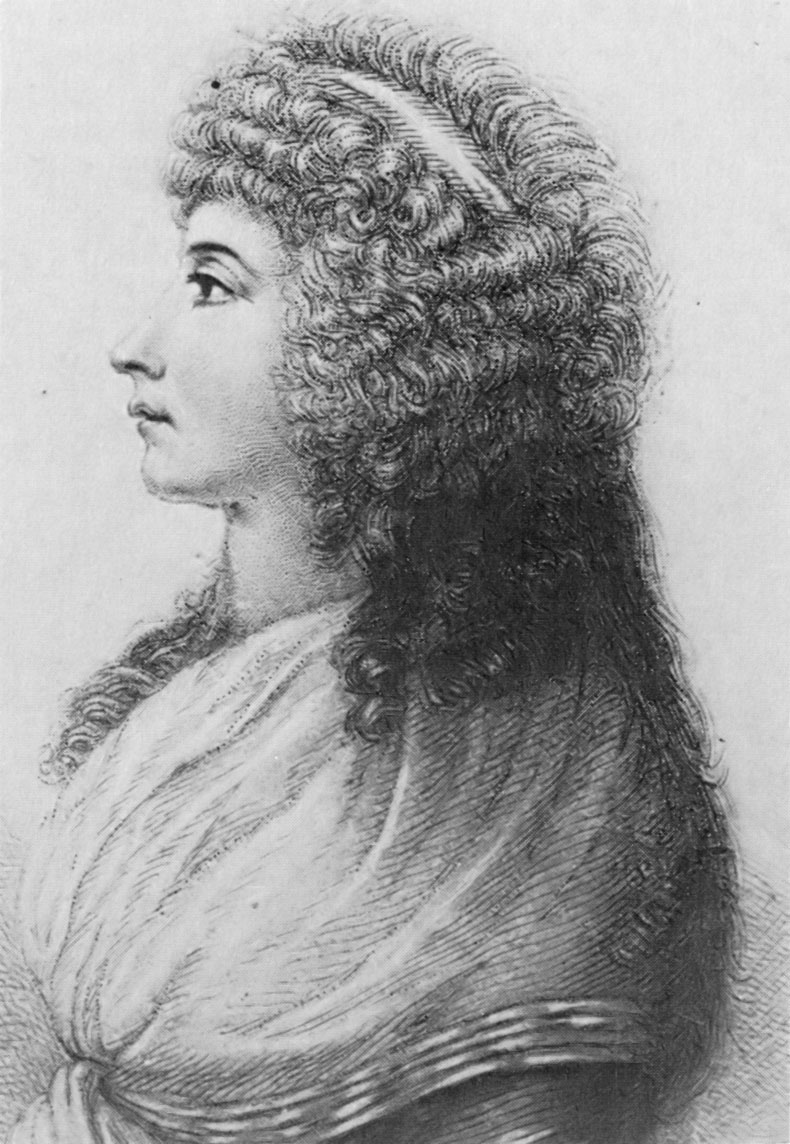
Charlotte von Stein

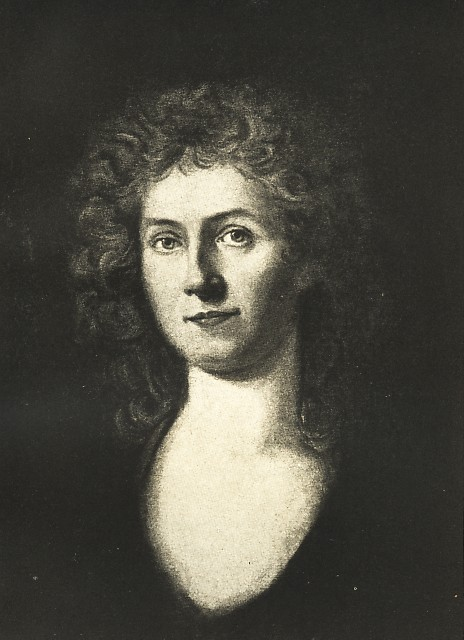
Corona Schröter, autoportret

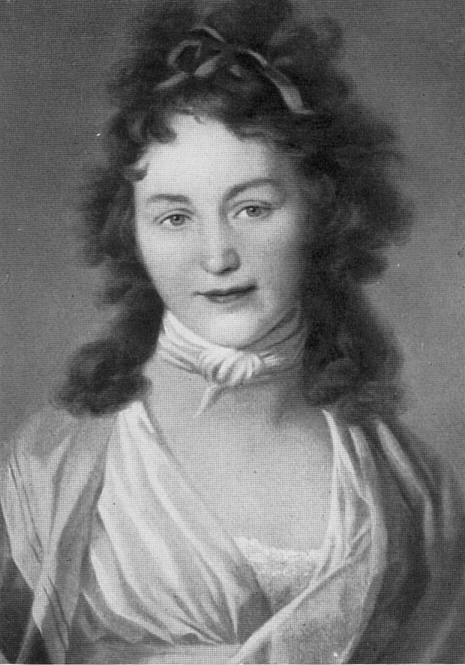
Caroline Böhmer-Schlegel-Schelling

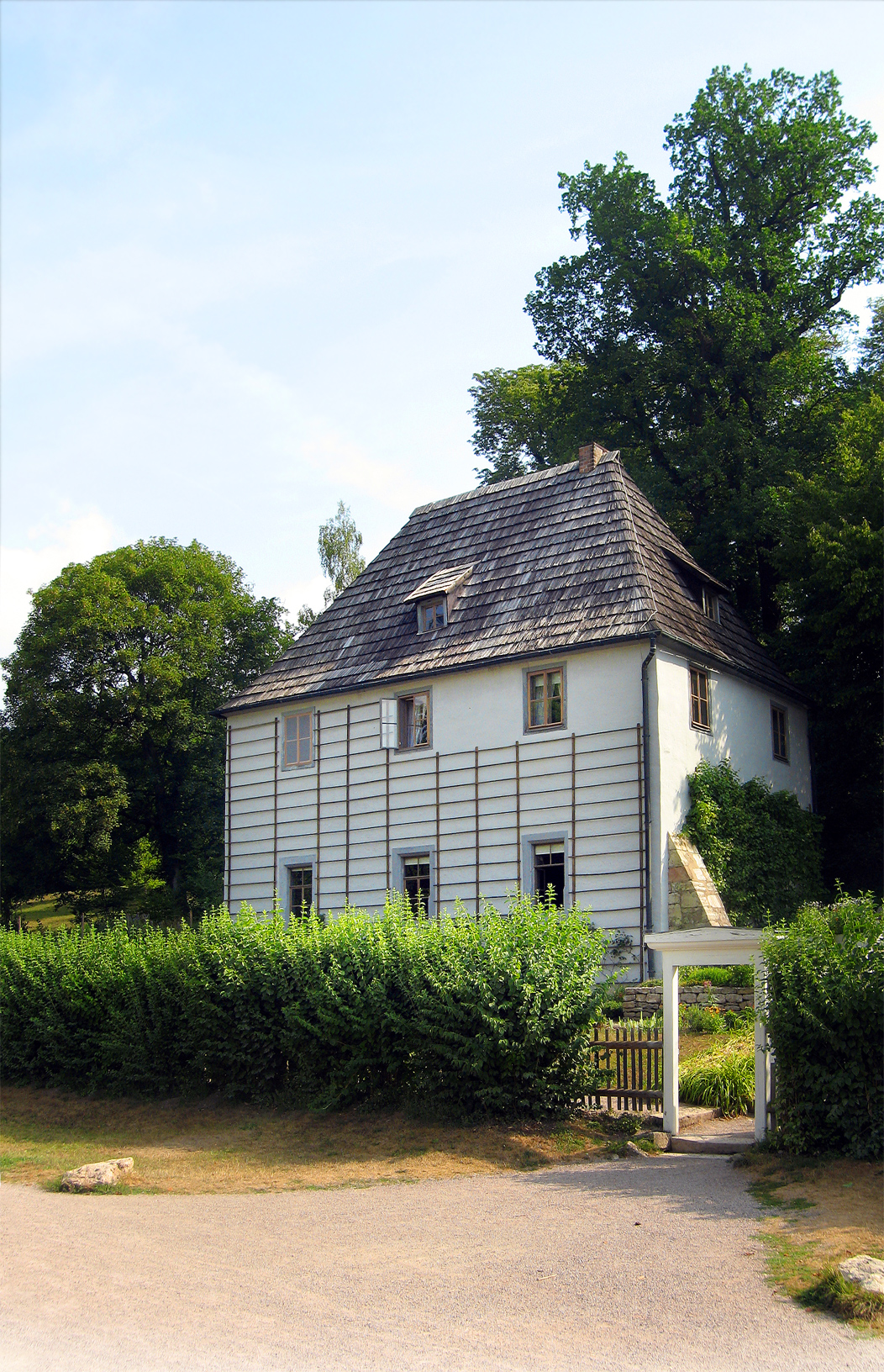
Casa de vară a lui Goethe, în parcul de lîngă râul Ilm.
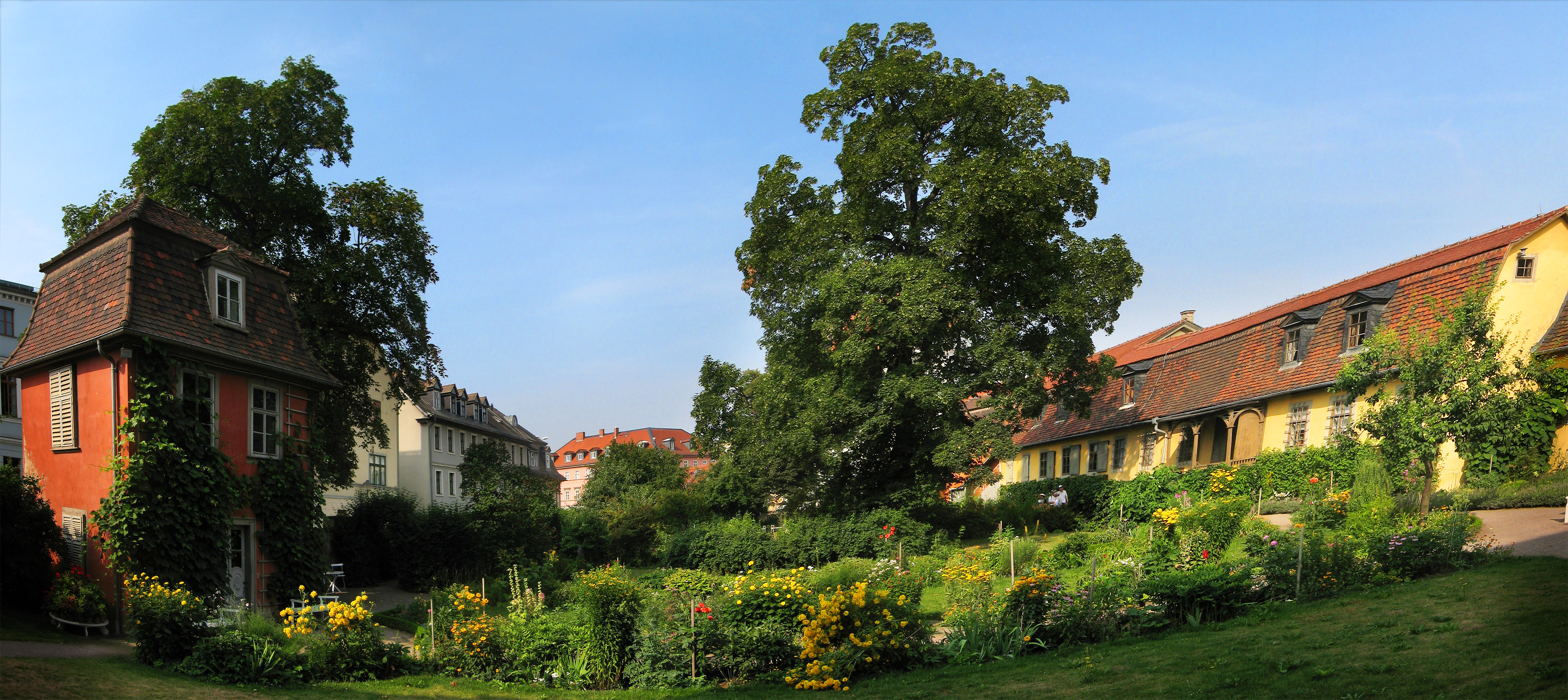
Grădina lui Goethe din Weimar
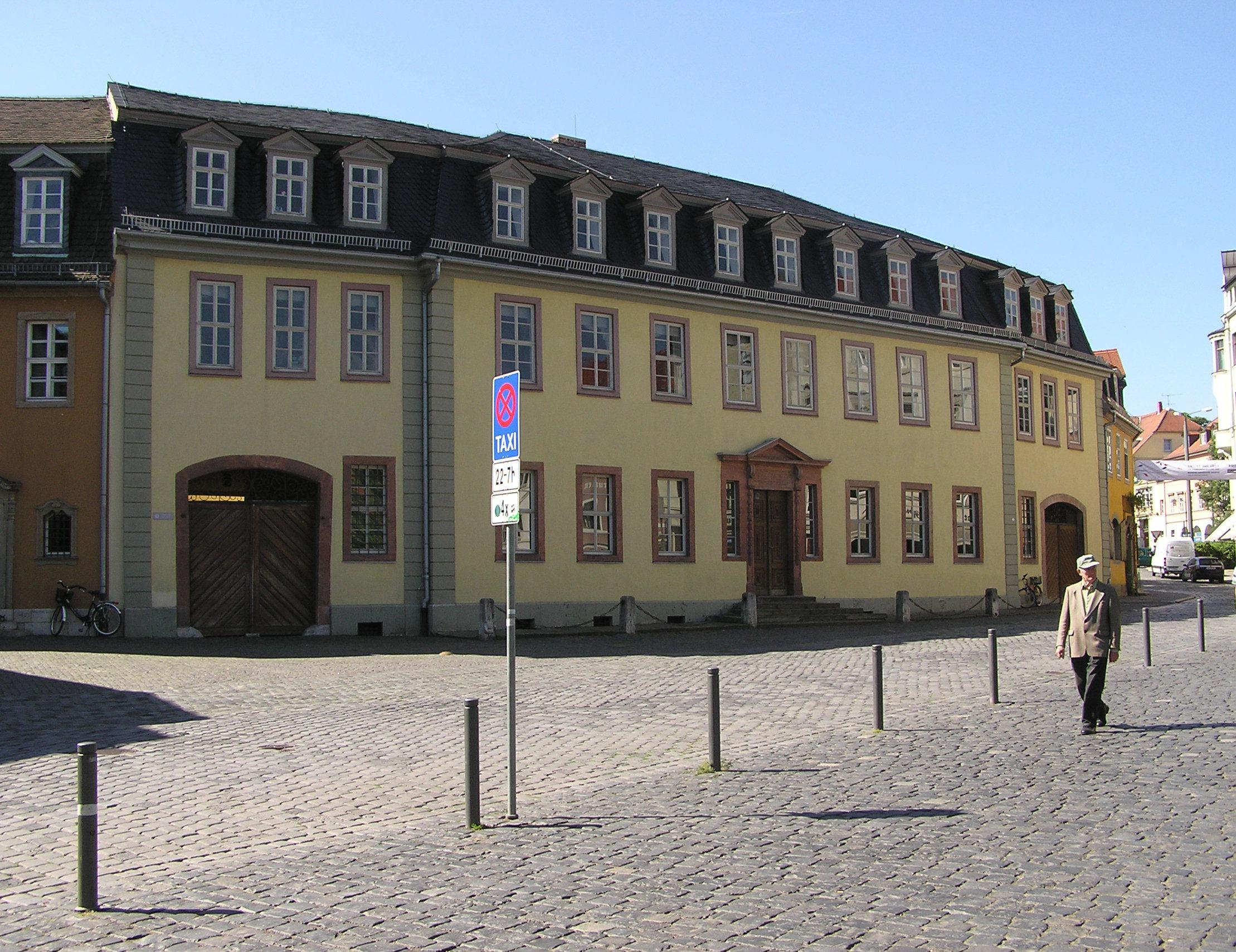
Casa lui Goethe în Weimar, azi muzeu.
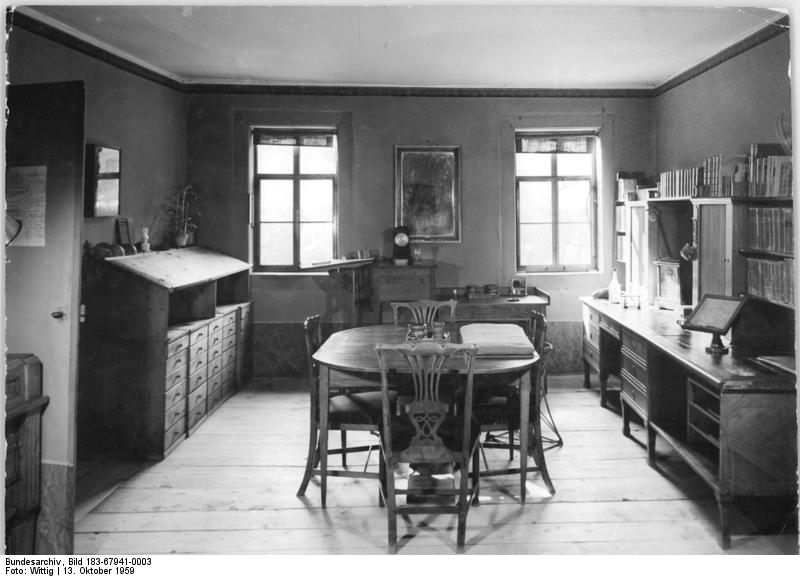
Camera de lucru a lui Goethe în Weimar.

În mai 1778 în timpul unei călătorii de oficiu la Ilmenau cu Ducele Carl-August spre Berlin, Goethe descoperă prezența unei mine vechi de argint și speră ca comorile acesteia să rezolve dificultățile financiare. Astfel geologia și mineralogia au devenit ocupații plăcute ale lui. În anii 1780, Goethe a început să se ocupe de biologie, anatomie și modul de formare a florei și faunei.
Goethe locuiește șase ani în casa de vară în parcul de lîngă Ilm, pe care ducele i-o dăruise. Acesta i-a închiriat, pentru reprezentare, în anul 1782 o casă mare din oraș. Din toamna anului 1789 până în vara anului 1792, Goethe nu mai avea voie să locuiască cu Christiane Vulpius în acea casă.
În Weimar în preajma anul 1780 Goethe este primit în organizația francmasonă. În aprilie 1782 ducele îi oferă o diplomă de nobil, pentru ca Goethe să nu mai trebuiască să stea deoparte la ocaziile oficiale. 1783 primește ordinul: Illuminatenorden („Ordinul Iluminaților”) sub numele „Abaris”.
Serviciile de guvern, relația deosebită cu Charlotte, și în același timp o aventură cu atractiva Corona Schröter  și, eventual, paternitatea lui Auguste Böhmer (primul copil al nou căsătoritei, scriitoarei Caroline Böhmer), această viață nu era nici nobilă nici liniștită.
Din producția literară a anilor petrecuți la Weimar sunt de menționat baladele Der Fischer  („Pescarul”), Erlkönig  („Craiul ielelor”), poemele Wanderers Nachtlied („Cântecul nocturn al drumețului”), Gesang der Geister über dem Wasser („Cântecul nălucilor deasupra apelor”) precum și drama Iphigenie auf Tauris („Ifigenia în Taurida”).
Această fructuoasă perioada din viața sa luă sfârșit când Goethe, spre stupefacția tuturor, părăsi Weimarul și plecă pe neașteptate în Italia, unde contactul cu operele de artă și vestigiile antichității face să se cristalizeze în opera sa de maturitate clasicismul, înțeles ca întoarcere la idealul de viață a culturii și civilizației elene. Lucrează la dramele Egmont și Torquato Tasso , care vor fi definitivate mai târziu.
Anul 1786 se distinge prin faptul că Goethe va fi dezamăgit de situația sa, de relația cu doamna Stein, care devenea incomodă, de munca de guvern care nu îmbunătățește situația lui financiară și îi consumă doar timpul și energia.

### Italia
În septembrie 1786 Goethe pleacă, fără să-i spună doamnei von Stein, în Italia. În Weimar planurile lui de călătorie și destinația, în afara ducelui, erau cunoscute numai de angajatul și secretarul lui, Philipp Seidel. Călătorește la Regensburg, München, Mittenwald, Innsbruck, Pasul Brenner, lacul Garda și Verona la Veneția. Ajuns în Roma, pictorul Johann Heinrich Wilhelm Tischbein îl ajută să găsească o gazdă în Via del Corso 18, unde azi se află: „Casa di Goethe” (Muzeul Goethe).
Pentru Goethe, următorii doi ani această viață nouă în Italia, numită „Călătoria Italiană”, este prosperă și reprezintă realizarea aspirațiilor lui culturale - liber și flexibil din punct de vedere financiar, pentru că salariul lui, i-a fost acordat în continuare.

„Călătoria Italiană”
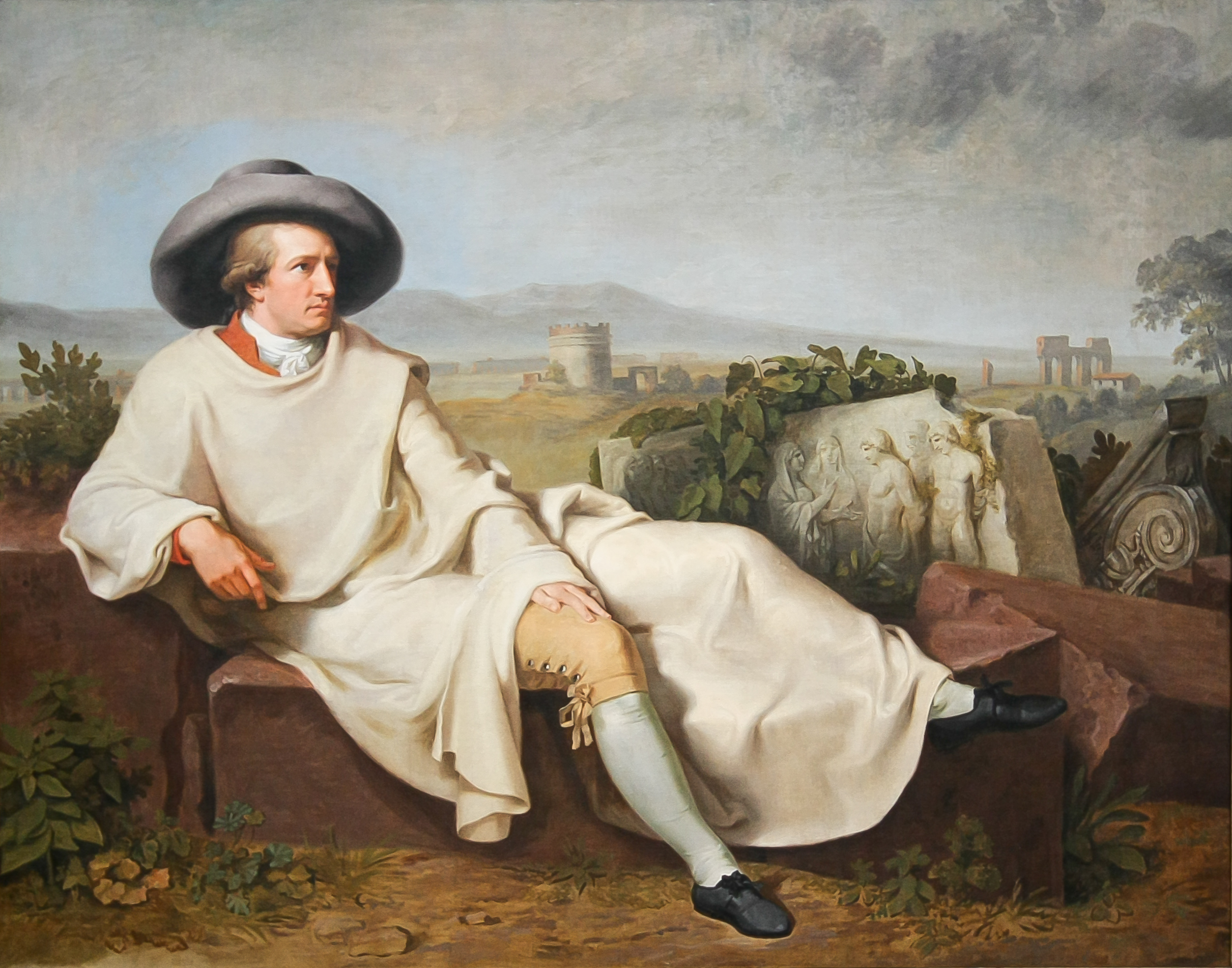
Goethe în Italia - Pictură de J.H. Tischbein - (1786/1787). Goethe, în haine tipice de călătorie, spera să învețe de pe urma cunoștinței și experienței lui Tischbein.
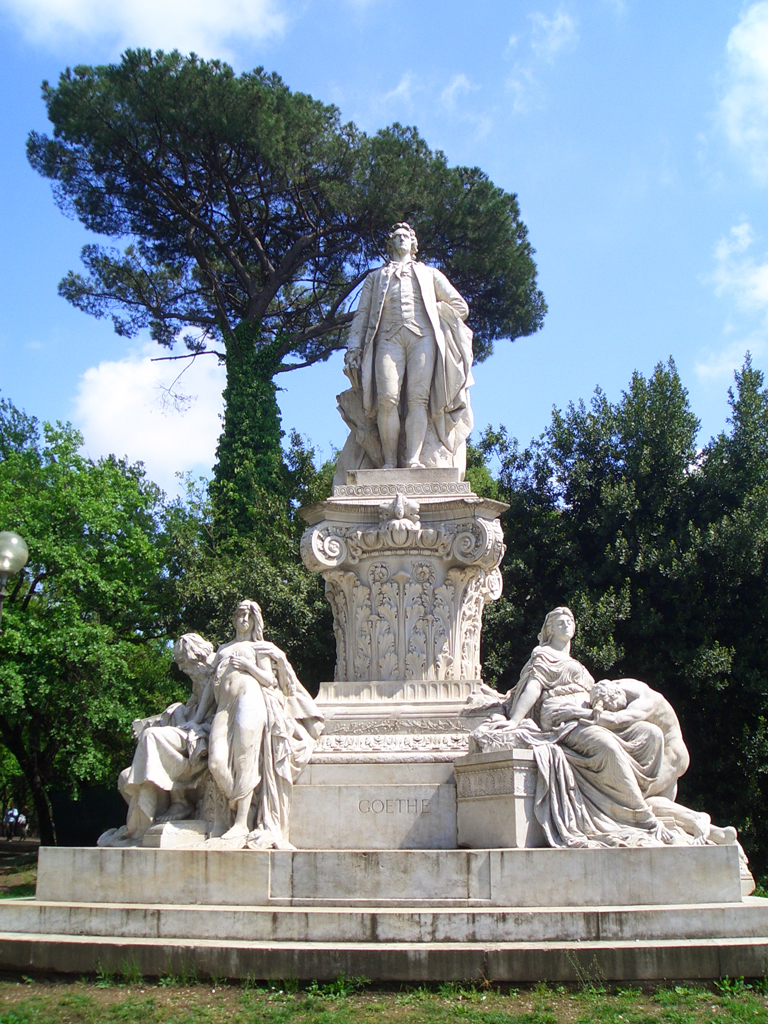
Monumentul lui Goethe în parcul „Vilei Borghese” din Roma, conceput de Gustav Eberlein. Monument din marmură, 9 metri înălțime, realizat de sculptorul Valentino Casali în Berlin, și prezentat în 5 august 1904 în Roma.
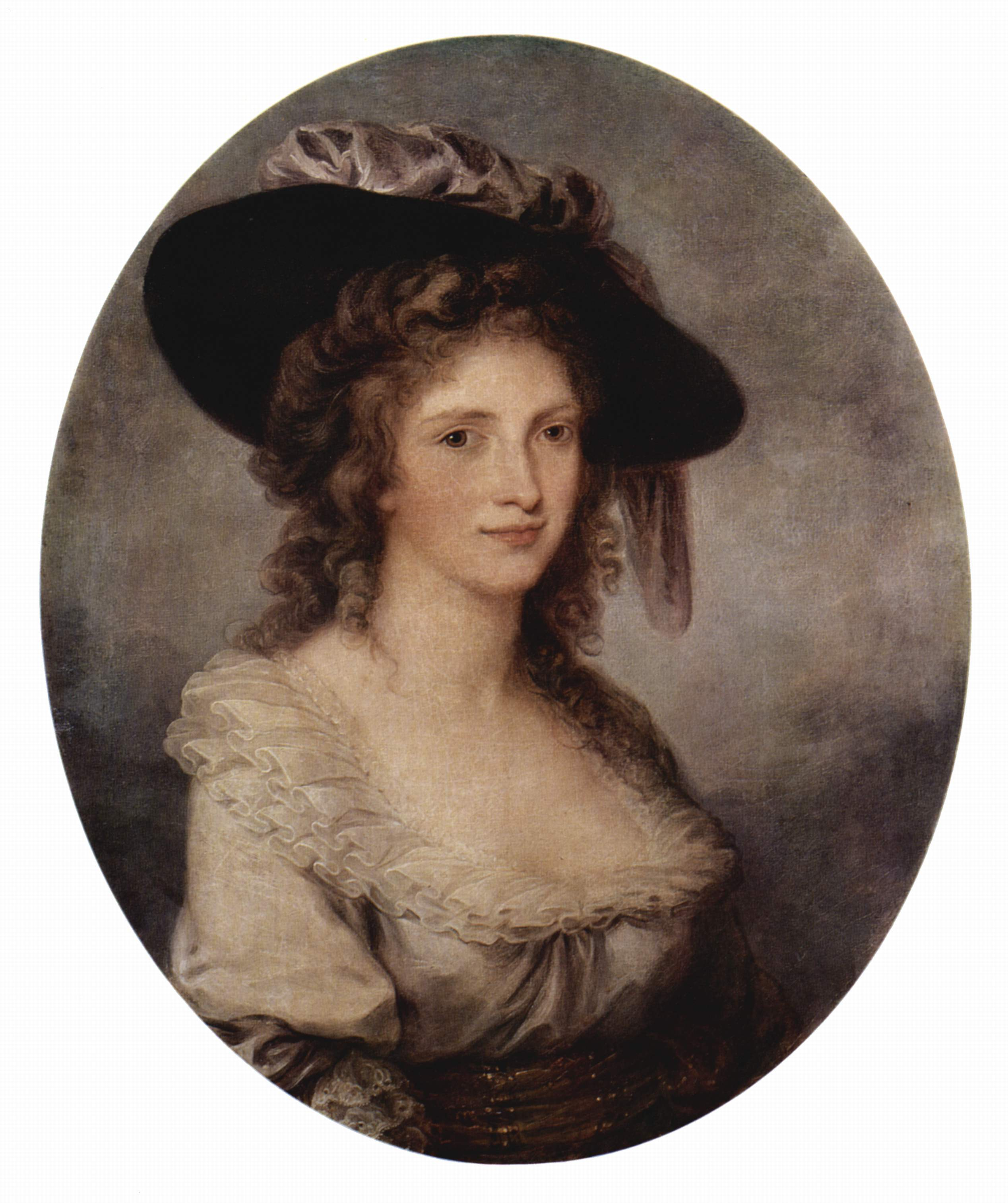
Autoportet al pictoriței Angelika Kauffmann, a cărui casă în Roma, atrăgea artiști germani ca pe Goethe.
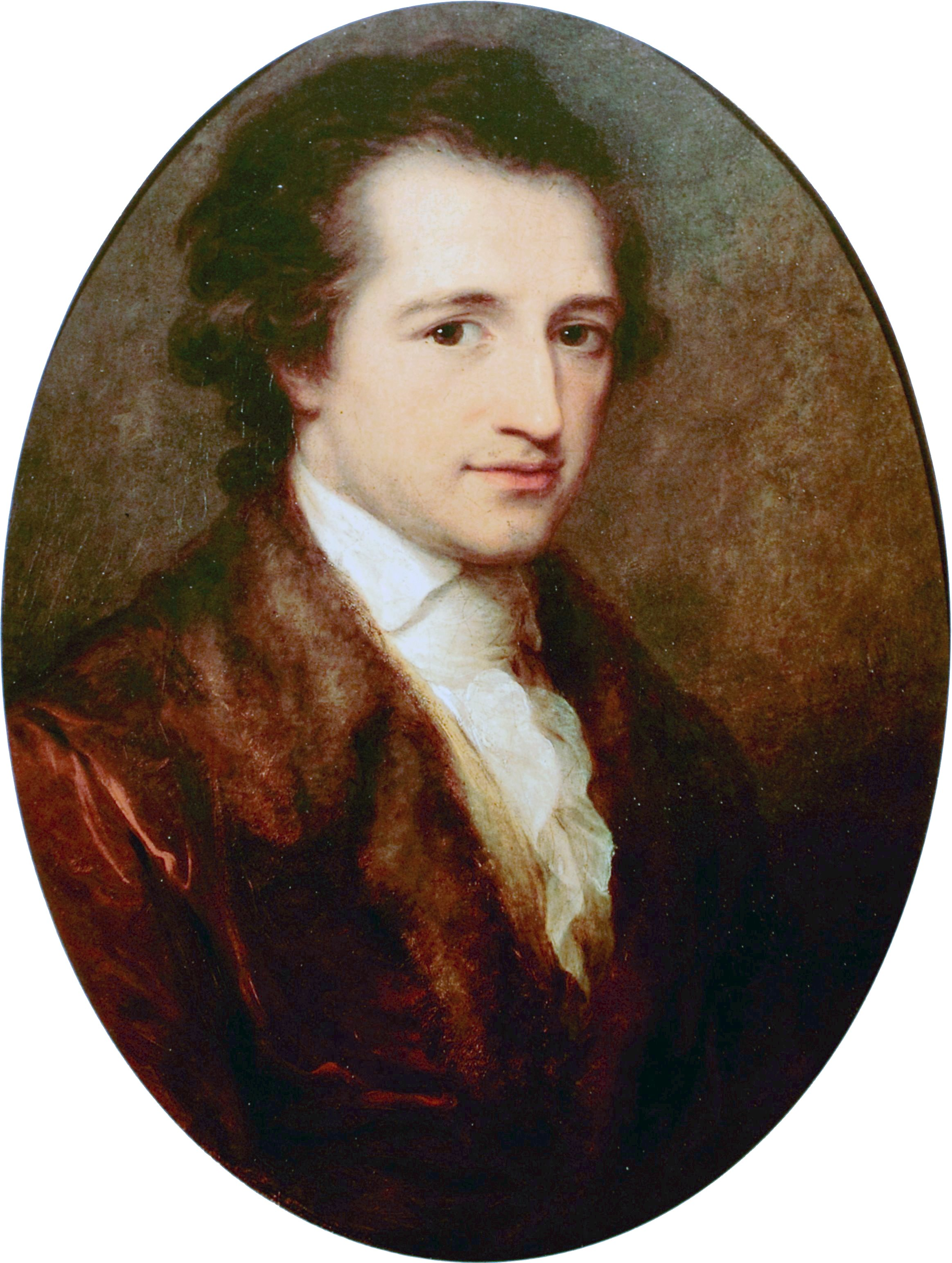
Tînărul Goethe în Italia, pictat de Angelika Kauffmann în anul 1787, la care Goethe era des în vizită.
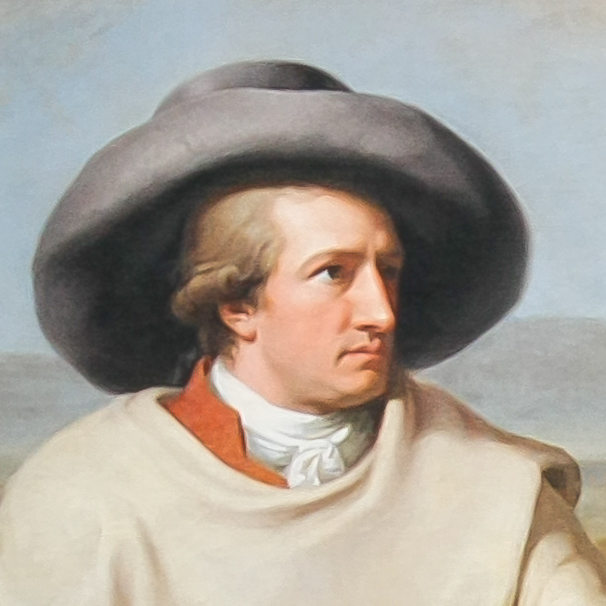
Goethe în Italia - Pictură de Johann Heinrich Tischbein

La Roma Goethe se simțea ca acasă, picta și modela, dar scria mai puțin. În această perioadă a scris totuși „Iphigenia” în versuri, operă care nu a avut prea mare succes la prietenii lui. S-a împrietenit aici cu Johann Heinrich Meyer, un pictor elvețian și bun cunoscător al istoriei artelor,cu care va rămâne prieten bun până la sfârșitul vieții sale. Goethe se inspira din monumentele cele mai vechi: Pantheonul, Colosseum, Băile Imperiale din Roma etc. și studia sculpturile antice: Apollo de Belvedere , Hercules Farnese , Juno Ludovisi etc. În plus el se ocupa de arta construcțiilor și al picturii din antichitate și al renașterii. Simpatia lui Goethe era acordată în special pictor și arhitectului Raffaello și arhitectului Andrea Palladio. Sub îndrumarea prietenilor, cu mare ambiție Goethe exersează desenul. Din această perioadă sunt menținute în jur de 850 de desene.
Totodată admiră capodoperele lui Michelangelo Buonarroti, dar mai ales ale lui Rafael Sanzio, pe care îl consideră un adevărat inovator al antichității. După o jumătate de an, Goethe a călătorit la Neapole, unde l-a cunoscut pe Sir William Hamilton și pe cunoștințele acestuia.
În grădina botanică din Palermo ajunge la concluzia finală, că toate plantele au o lege comună: „Așa cum acuma ele se lasă adunate sub un termen comun, așa mie îmi era tot mai clar și evident că concepția poate fi reînviată la un mod mai măreț: o cerere care sub o formă reală a unei plante supranaturale îmi era în minte. Am urmat toate formele, așa cum îmi păreau, pe măsură ce acestea se modificau, și așa mi-a luminat perfect în ultima călătorie în Sicilia, identitatea inițială din toate părțile ale plantelor, și am căutat de acum peste tot, să devin conștient” .
Vizita lui Goethe la Pompeii l-a fascinat foarte mult, mai ales Paestumul , un templu grec. La mijlocul anului 1787 s-a întors la Roma, unde reia scrierea lucrării „Torquato Tasso” și termină „Egmont”, lucrare începută în anul 1775.
În acest timp Goethe era des în vizită la pictorița Angelika Kauffmann, și tot atunci pictorul Tischbein l-a pictat în haine de călător în zona Campagna Romană din preajma Romei. După acești doi ani în Italia, Goethe își pregătește reîntoarcerea la Weimar. Prietenia sa cu Carl August, căruia Goethe îi scria; „... ce altminteri sunt, veți evalua și profita” îi netezește întoarcerea la Weimar. Despre viața sa amoroasă la Roma, nu este menționată decât amanta „Faustina”. Sigur este însă faptul că în Italia, a devenit mai sensibil, chiar și în poeziile pe care le trimite acasă, unde Goethe se reîntoarce la sfârșitul lunii aprilie 1788.

### Reîntors în Weimar

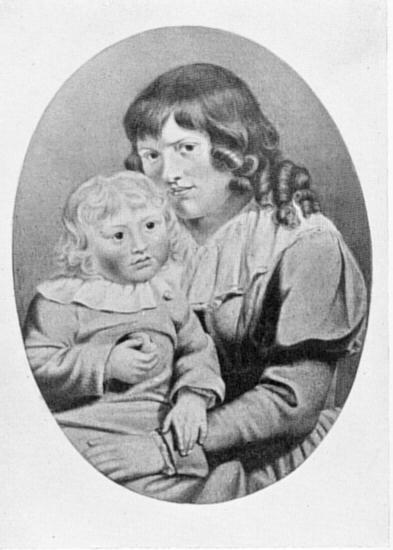
Christiane Vulpius și August von Goethe. Acuarelă de Johann Heinrich Meyer (1793)

Ajuns în Weimar, Goethe nu avea sentimentul de a fi acasă. Situația din Germania nu se potrivea cu cea din Italia („Din acea Italie aspectuoasă, m-am întors în această Germania fără chip, ... prieteni, care în loc să mă consoleze, ... mai degrabă m-au dus la disperare” 1817). În această perioadă Goethe o întâlnește pe tânăra de 23 ani, Christiane Vulpius, o fată fără prea multă școală, care descindea dintr-o familie de academician sărăcit. În curând ea va deveni iubita lui - probabil pentru că semăna cu iubita din Roma.

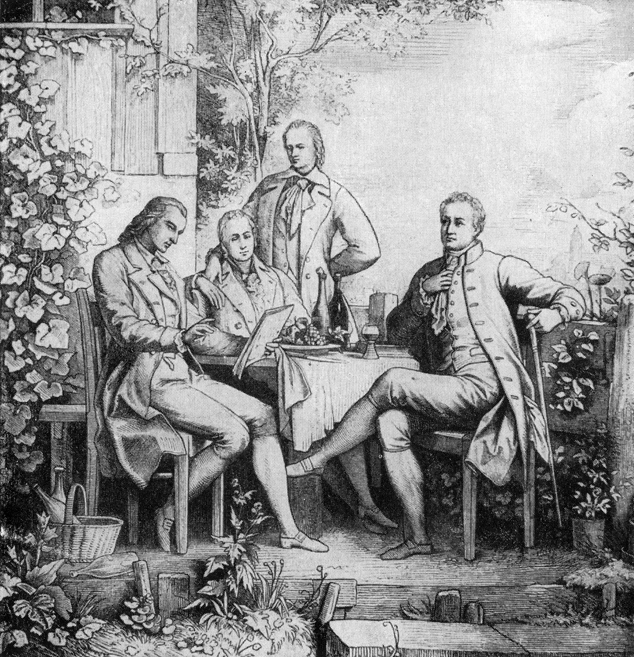
Goethe, Schiller, Wilhelm și Alexander von Humboldt

În această perioadă publică versurile sale cele mai frumoase și facile, Römische Elegien („Elegii romane”), cu care provoacă chiar indignare. Scandalul va culmina cu căsătoria lui cu modesta Christiane Vulpius cu care în decembrie 1789 primește unicul fiu, din cinci, care supraviețuiește, August von Goethe. În această atmosferă aproape ostilă, intervine prietenia cu Schiller, care reușește să-l reechilibreze sufletește. În același an, la doi ani de la venirea lui Schiller în Weimar, la recomandarea lui Goethe, Schiller primește un post de profesor la Universitatea din Jena. Cu toate acestea, relațiile între cei doi rămân mai întâi distanțate.
O mare parte a publicului nu putea înțelege că Goethe, autorul lui Götz von Berlichingen și Werther, s-a transformat în autorul lucrărilor Iphigenie și Tasso. Nici comediile Der Groß-Cophta („Marele Cophta”), din vara anului 1791 sau Der Bürgergeneral („Generalul cetățenilor”), scrisă între 23 și 26 aprilie 1793 și nici nou prelucrata piesă, eposul Reineke Fuchs („Vulpoiul Reineke”) nu a putut sa schimbe impresia acestora.
A două călătorie în Italia, în 1790, de data asta numai până la Veneția, s-a încheiat cu o dezamăgire. Rezultatele poetice au fost Venezianische Epigramme („Epigrame Venețiene”), și convingerea că dezvoltarea craniului pornește din vertebre.
În anul 1789, Goethe dotase la Universitatea din Jena („Friedrich-Schiller-Universität Jena”) un laborator, și astfel fonda primul laborator de chimie din Europa. Catedra de chimie fiind ținută de farmacistul Friedrich August Göttling.
Ca promotor al evoluționismului, Goethe a emis ipoteze interesante privitoare la geneza diferitelor organe ale plantelor în lucrarea sa Die Metamorphose der Pflanze („Metamorfoza plantei”, 1790); cu aceasta lucrare el justifica locul morfologiei în domeniul botanicii. Publicul însă nu avea înțelegere pentru aceasta, astfel că Goethe a renunțat și abia 30 de ani mai târziu a urmat „Învățătura oaselor”.

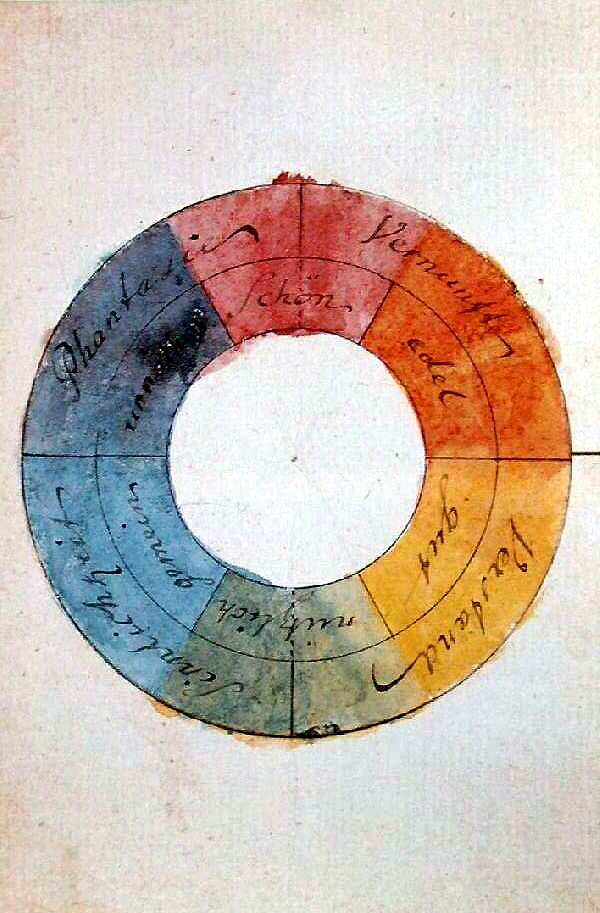
Cerc de culori, desen in acuarelă de Goethe, 1809

Impresiile despre natură din urma călătoriei în Italia și preocuparea sa cu evoluția plantelor, l-au îndemnat pe Goethe în direcția științelor naturale, despre care în august 1791 anunță noua sa lucrare. 
El efectua cercetări în colaborare cu Göttling la metodele de extragere a zahărului din sfeclă și de reciclare a hârtiei cu acid clorhidric deflegmat. Grădina botanică din Jena urmă să fie organizată după regnul fundamental al vegetației. În timp ce Goethe se îngrijea de Universitate, el neglija familia, uneori pentru perioade de lungă durată. După moartea lui Göttlings, în locul acestuia Goethe l-a numit în 1810 pe farmacistul Johann Wolfgang Döbereiner.

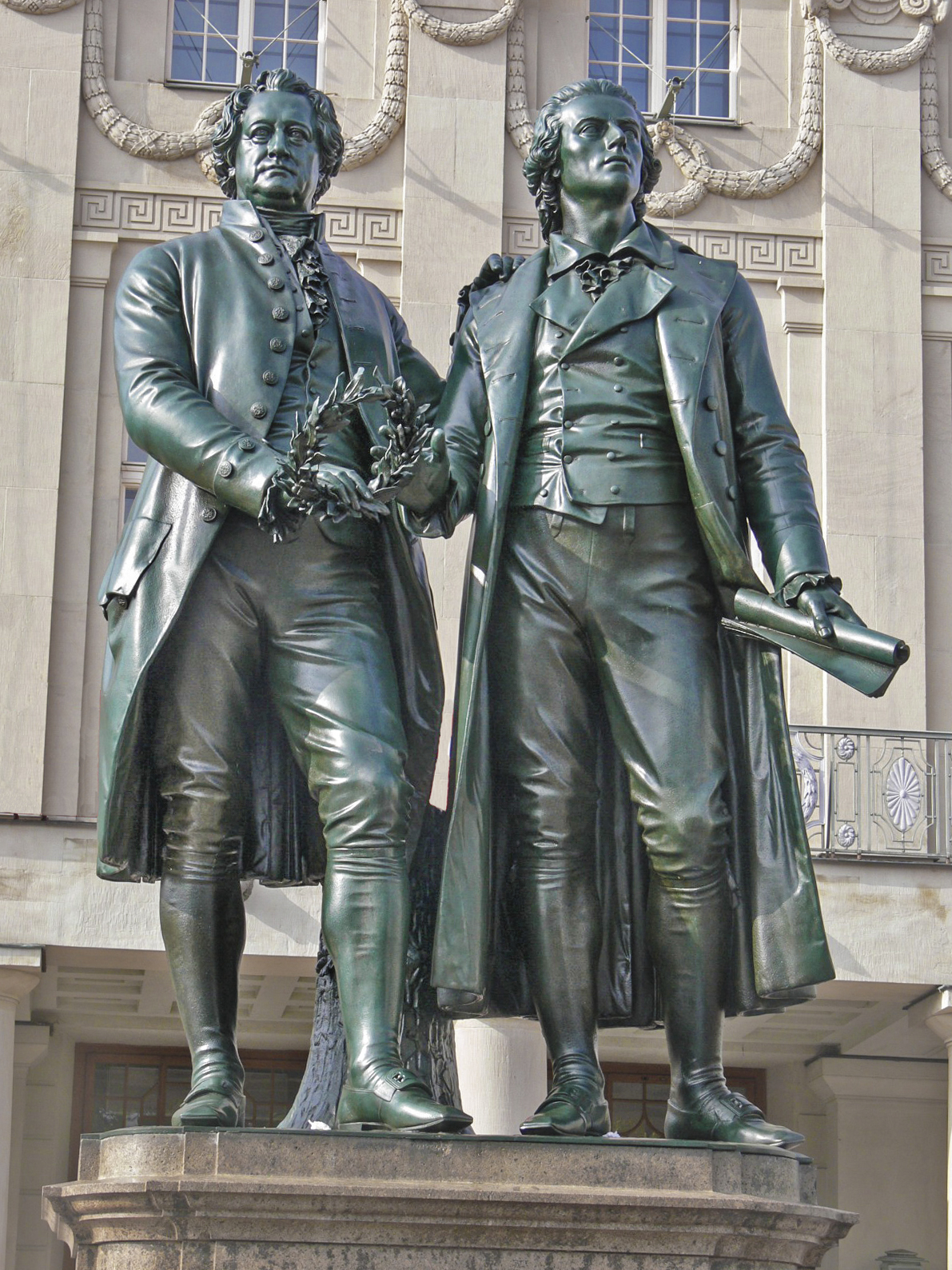
Goethe cu Schiller, statuie în Weimar

În anul 1791 Goethe preia conducerea teatrului din Weimar, și Christiane devine consiliera lui; prin felul ei plăcut, ea putea negocia cu, și să se îngrijească foarte bine de actori. În 1792 Goethe ia parte la eșecul campaniei din Franța, a coaliției conservatoare și a emigranților. La 20 septembrie 1792, la Valmy, războaiele revoluționare franceze iau întorsătura împotriva coaliției, unde Goethe într-un cerc de ofițeri spunea renumita propoziție: Von hier und heute geht eine neue Epoche der Weltgeschichte aus, und ihr könnt sagen, ihr seid dabei gewesen. („De aici și de azi începe o nouă epocă a istoriei lumii, și voi veți putea spune, că ați participat”.)

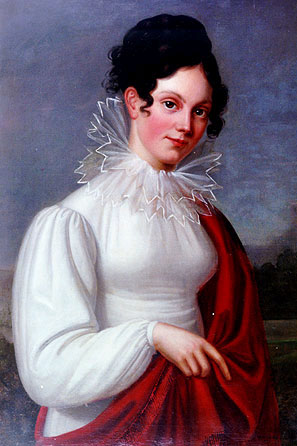
Christiane Friederike Wilhelmine Herzlieb

La asediul Mainzului în 1793, Goethe scria la teoria culorilor. Valmy și Mainzul devastat, îi devin lui Goethe simbolurile de turbulență din istoria lumii.

### Prietenia cu Schiller
În iunie 1794 Schiller îl invitase pe Goethe să participe la noul sau jurnal, „Horen”. Goethe a acceptat invitația și între cei doi s-a dezvoltat repede o prietenie colegială, care avea să dureze până la moartea lui Schiller. Această prietenie este documentată în corespondența publicată în anii 1828-29. În schimb Goethe se distanța din ce în ce mai mult de Herder și de Wieland.
Operele de maturitate ale lui Goethe sunt străbătute de aspirația poetului de a se elibera de frământările lăuntrice, de a dobândi armonia interioară, seninătatea clasică. Pe această linie se înscriu romanele Wilhelm Meisters Lehrjahre  („Anii de ucenicie ai lui Wilhelm Meister”, 1796) în opt volume, Hermann und Dorothea  (1797), precum și opera autobiografică Dichtung und Wahrheit  („Poezie și Adevăr”, 1808–1831) unde își prezintă cu plăcere perioada anilori 1749–1775.
Cu moartea lui Schiller în 1805, Goethe simte o pierdere deosebită, și în această perioadă se îmbolnăvește de mai multe boli: (zona zoster, colică renală) etc.
O schimbare mare în viața lui Goethe, a fost anul 1806; pierderea prietenului Schiller și apropiatul război. După bătălia de la Jena soldații napoleonieni au jefuit și în Weimar. Pe data de 14 octombrie 1806, doar mulțumită intervenției curajoase a Christianei, casa lui Goethe nu a fost jefuită. La scurt timp după aceste incidente, Goethe, în sfârșit legalizase relația cu Christiane (martorii erau, fiul August în vârsta de 17 ani și secretarul Friedrich Wilhelm Riemer).
Căsătoria nu l-a reținut însă ca deja în anul 1807 să aibă o profundă pasiune pentru Minna Herzlieb, o tînără de 18 ani, fiica unui librar din Jena. După experiențele din acea perioadă, va rezulta romanul Die Wahlverwandtschaften („Afinitate electivă”, 1809). Caracteristic pentru Goethe este, cum el leagă în acest roman, poezia și știința naturală: în cercetarea contemporană legată de chimie, se folosea termenul de „afinitatea elementelor”.

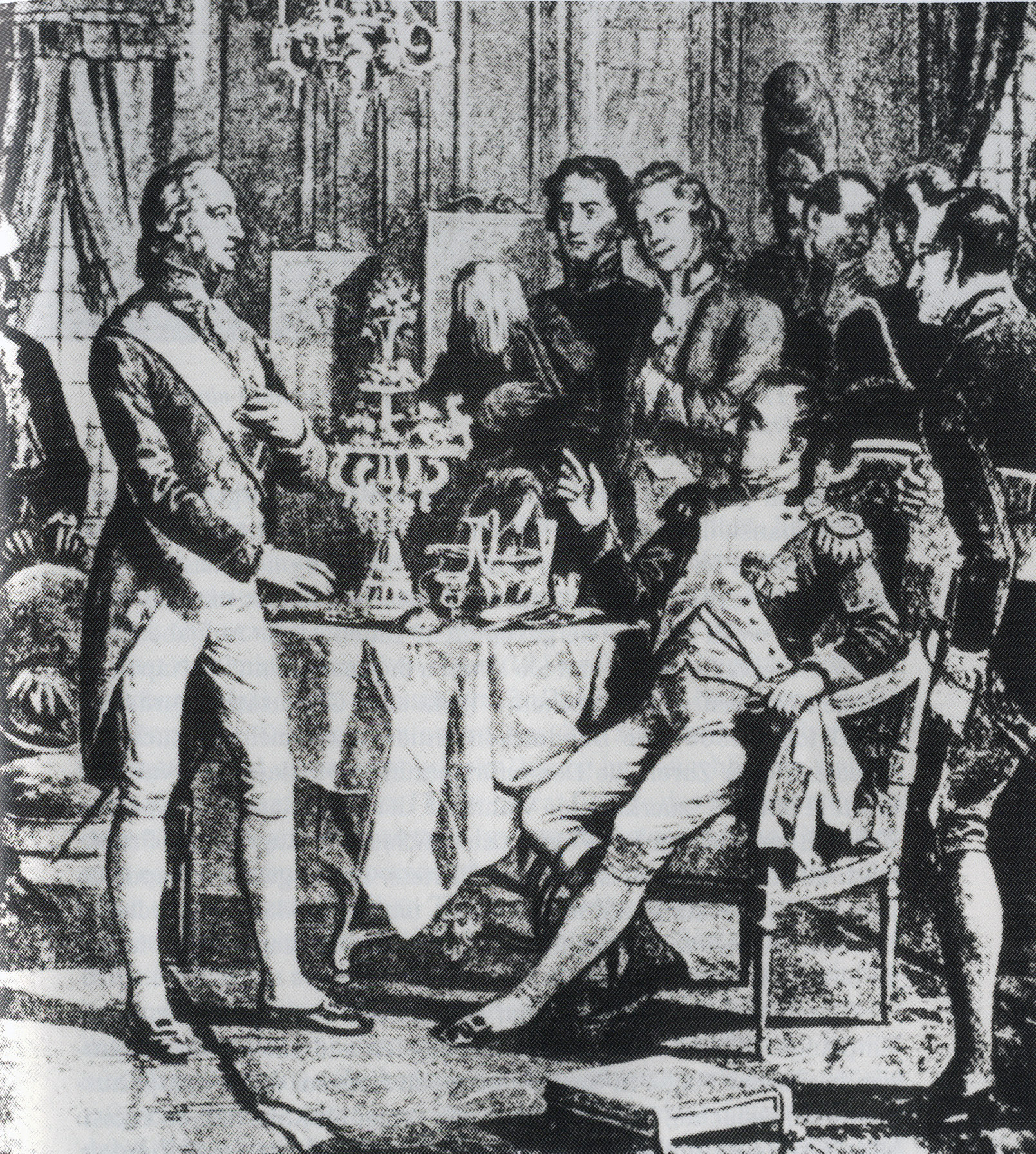
Audiența lui Goethe la Napoleon, 2 octombrie 1808

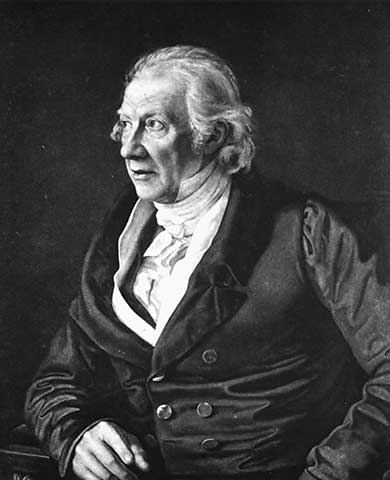
Carl Friedrich Zelter

Sinteza îndelungatei experiențe de viață și evoluție artistică își găsește expresia în drama Faust, operă căreia Goethe i-a consacrat ani îndelungați de strădanie, până să ajungă la forma definitivă, atinsă cu puțin înainte de a se stinge din viață. Adevărat poem universal, Faust este o creație care însumează căutări și concluzi cruciale în istoria omenirii. Goethe a transformat imaginea personajului legendar Doctor Faust într-o întruchipare a setei nepotolite a omului de a ajunge la cunoașterea adevărului prin acțiune (de unde s-a creat conceptul de ideal faustic al culturii și civilizației apusene), expusă în trecerea de la frământarea contemplativă din Faust I, la acționismul voluntar din Faust II.
La Congresul din Erfurt, 27 septembrie - 14 octombrie în anul 1808, Goethe, a fost primit de Napoleon I, Kurmainzer Statthalterei cu legendarul comentariu: Voilà un homme! („Iată, un om!”) și decorând-ul cu Crucea Legiunii de Onoare. Napoleon îi propusese lui Goethe, să meargă la Paris, și să scrie piese despre eroi.
Cu Carl Friedrich Zelter, a cărui muzică îi era mai plăcută decât „vuietul” lui Beethoven, a continuat persistent extinsa corespondență de 30 de ani (1799–1832). Cu acesta, Goethe se înțelegea nu numai în materie de muzică ci și prietenește.
În lucrarea sa Zur Farbenlehre („Teoria culorilor”, 1810), ia o poziție contrară concepției lui Isaac Newton și caută să demonstreze unitatea dintre spirit și materie în fenomenele naturale.

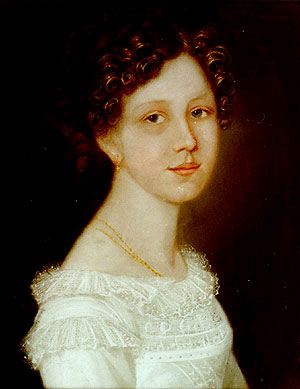
Ulrike von Levetzow, 1821

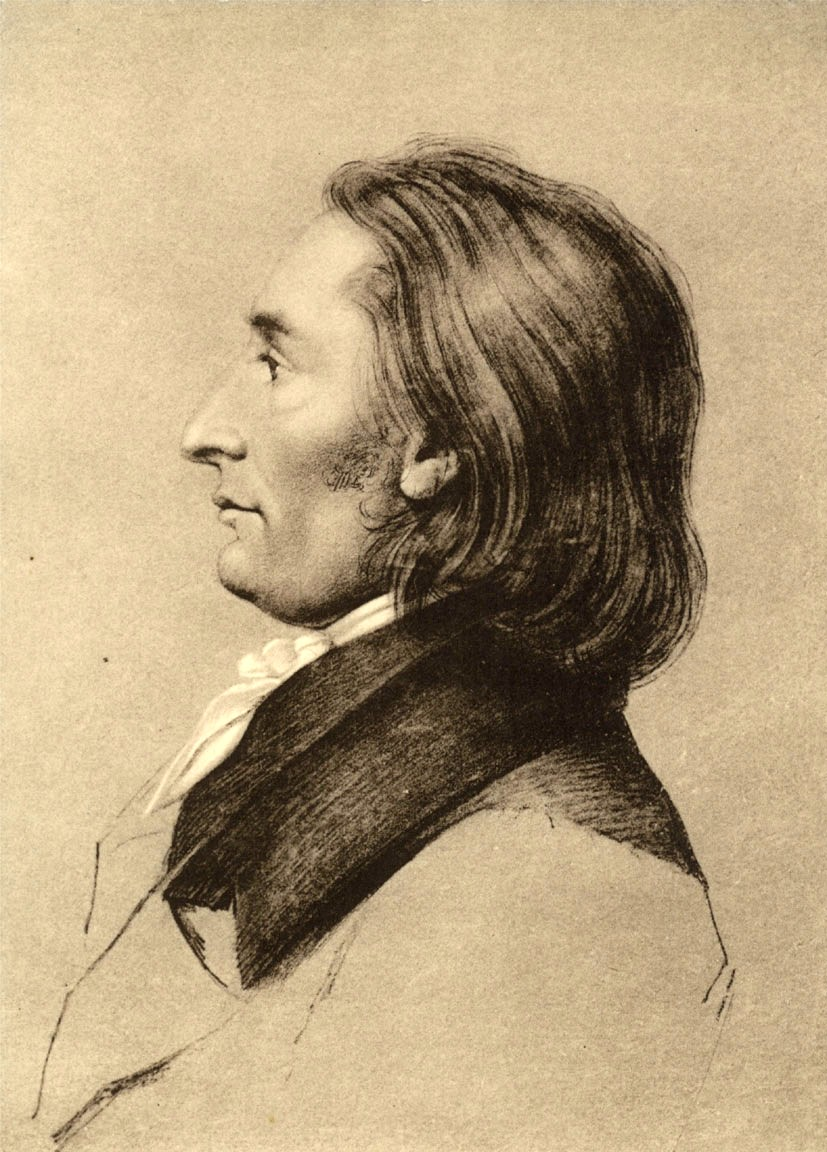
Johann Peter Eckermann

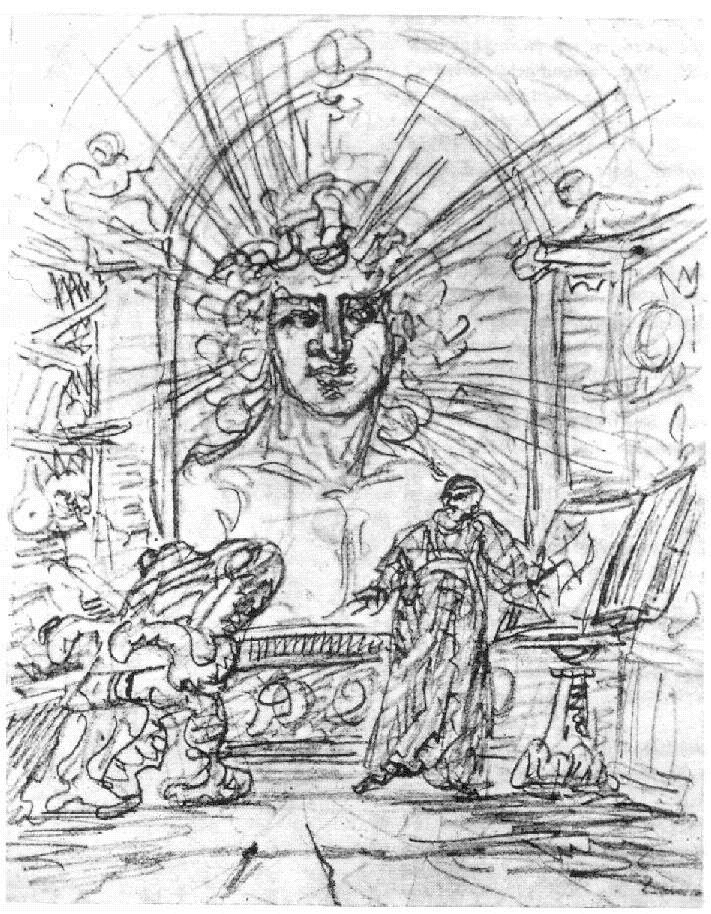
Faust și sufletul pământului, desenat de Goethe

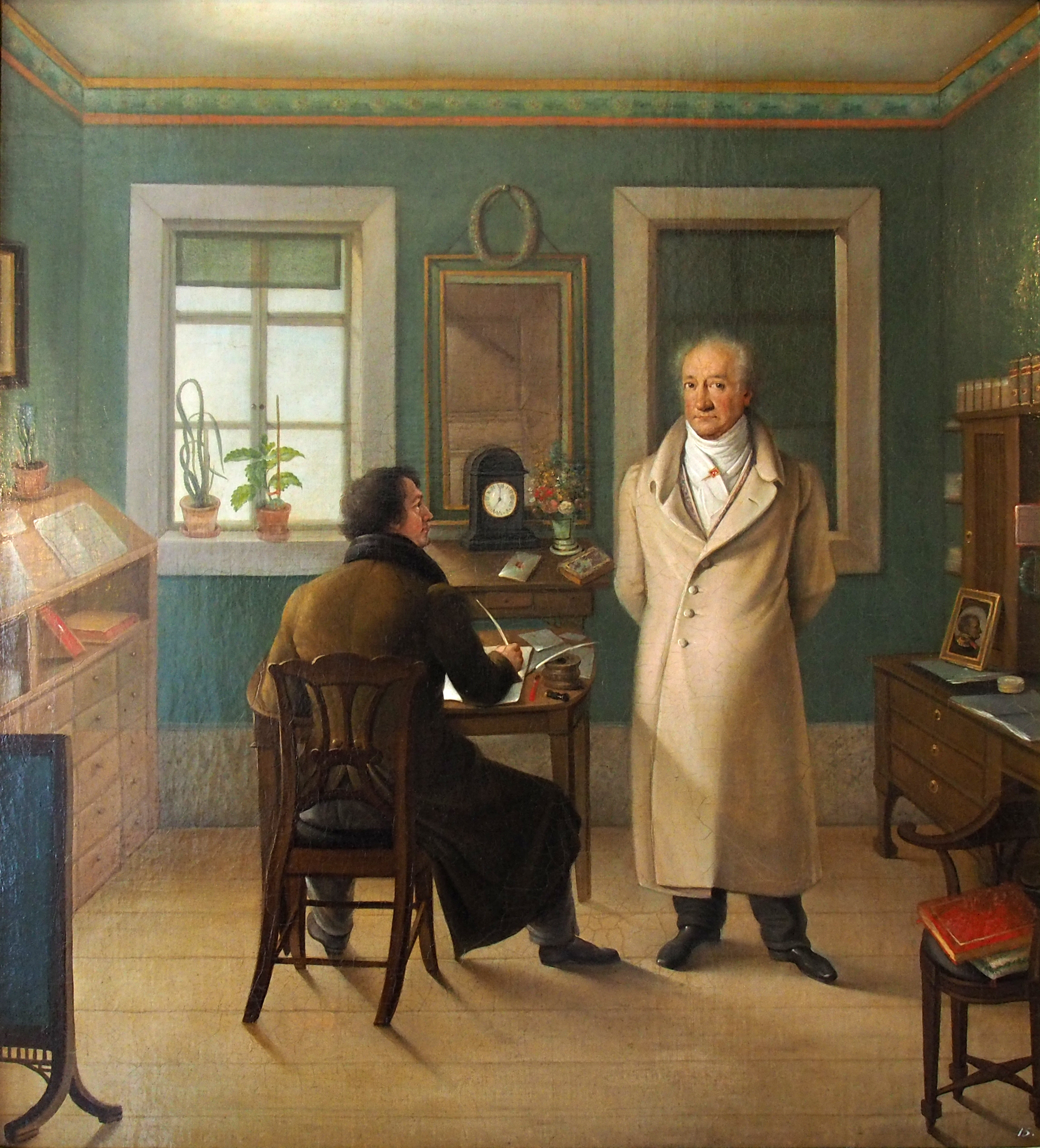
Bătrânul Goethe, dictând scriitorului său.

În această perioadă Goethe scrie multe poezii care apar în renumitul West-östlicher Divan , în care spre deosebire de poetul Rudyard Kipling în The Ballad of East and West („Balada de Est și de Vest”), întâlnim acesta poezie liniștită și privită cu egalitate:
Wer sich selbst und andere kennt,
Wird auch hier erkennen:
Orient und Okzident
Sind nicht mehr zu trennen.
(≈ „Cel care se cunoaște însuși și pe alții, o să recunoască și aici: Orient și Occident nu mai sunt de despărțit.” ≈)

### Ultimii ani de viață
După o lungă boală, Christiane, soția lui Goethe moare în anul 1816. Drept urmare, în 1817, Goethe se retrage din conducerea teatrului din Weimar. Nora sa se îngrijea de bunăstarea lui. În acest timp, Goethe a început să facă ordine în lucrările sale.
În această perioadă scrie Geschichte meines botanischen Studiums („Istoria studiului meu botanic”), până în 1824, urmate de lucrările Zur Naturwissenschaft überhaupt („Către științe naturale”) gânduri despre morfologie, geologie și mineralogie.
Goethe se imprietenise cu Karl Friedrich Reinhard și Kaspar Maria von Sternberg. Temporar, se dedică aspectelor mistice. Agendele și notițele din anii din urmă îi vor servi la scrierea lucrării Italienische Reise („Călătoria Italiană”). În anul 1821 urmează o colecție de romane scurte: Wilhelm Meisters Wanderjahre („Drumețiile lui Wilhelm Meister”).
În anul 1823 Goethe, se îmbolnăvește de inflamație a pericardului inimii. După ce s-a însănătoșit, a devenit mai preocupat de spiritualitate decât înainte. În Karlsbad, bătrânul Goethe face cunoștință cu tânăra de 19 ani, Ulrike von Levetzow, pe care o cere în căsătorie. Ea însă îl respinge, fapt pentru care Goethe scrie în drum spre casă cu dezamăgire Marienbader Elegie („Elegia din Marienbad”).
Cu ultimele puteri, reia lucrul la Faust II. El însuși nu mai scria, doar dicta, în felul acesta Goethe rezolvându-și corespondența, dar și mărturisind în discuții lungi problemele sale poetului Johann Peter Eckermann, care scria.
În anul 1830, moare fiul său, August, în Roma. În același an încheia lucrul la a doua parte din Faust. Aceasta a fost o lucrare care mulți ani a fost pentru el cel mai important lucru. Formal era o piesă pentru scenă, dar care de fapt abia abia se putea reprezenta. În ultimii ani s-a amestecat în controversele dintre cei doi paleontologi Georges Cuvier și Étienne Geoffroy Saint-Hilaire referitoare la catastrofism, dezvoltarea continuă a speciilor etc.

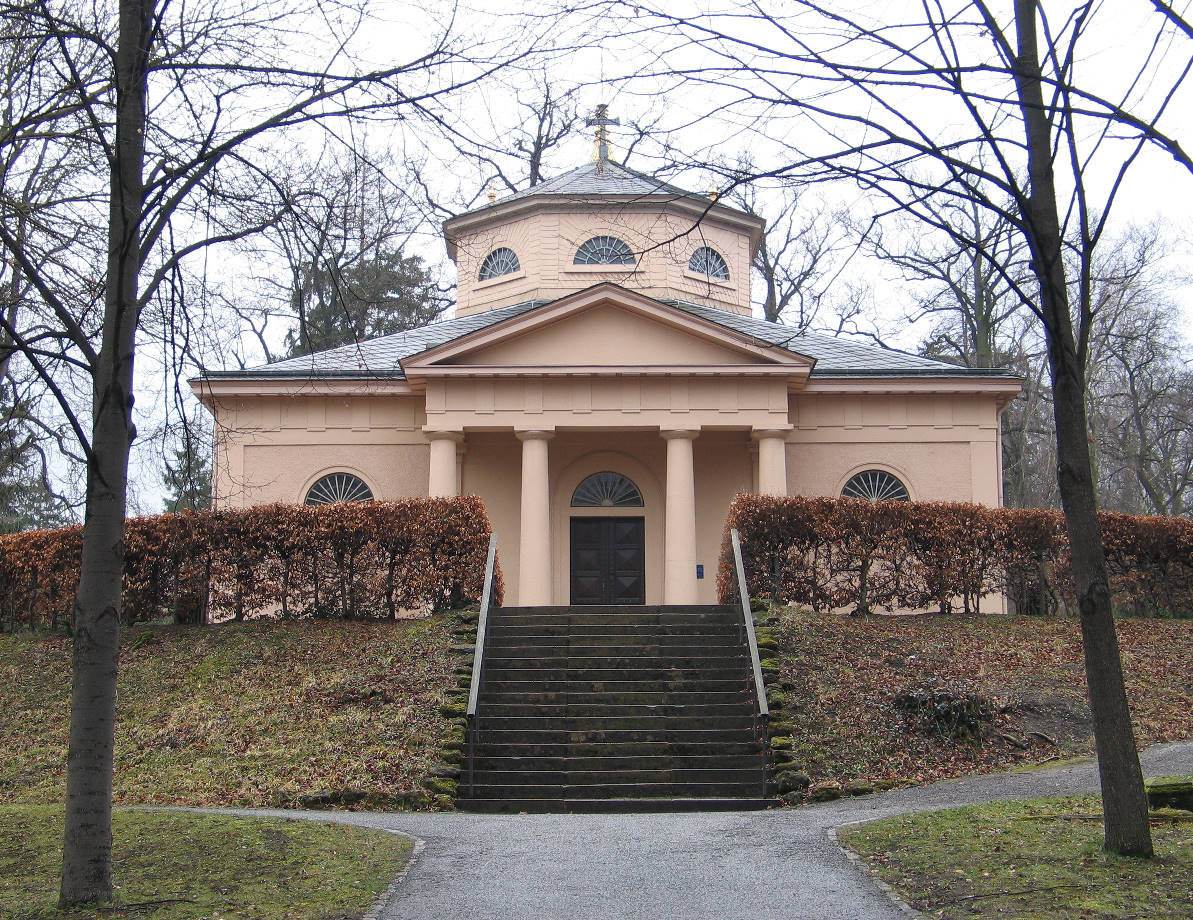
Mormântul Prinților în Weimar

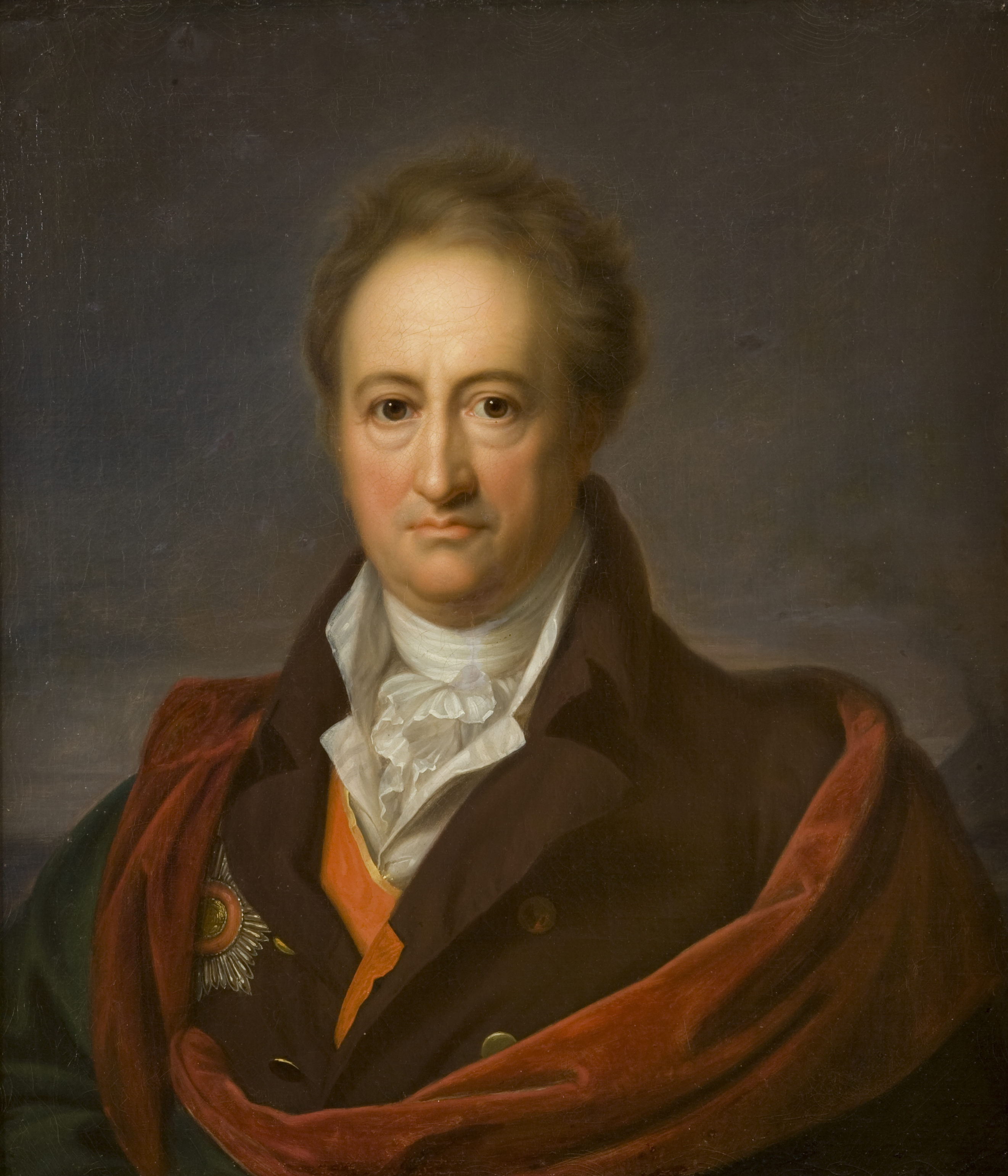
Johann Wolfgang von Goethe - Pictură de F.G.v. Kügelgen - 1808

În august 1831 va vizita din nou pădurea Turingiei din Ilmenau, acolo unde i-au venit primele idei științifice. 51 de ani mai târziu, după ce în 1780 a scris pe o scîndură a unei căsuțe de vânătoare pe Kickelhahn celebrul său poem Wandrers Nachtlied („Cântecul de noapte al călătorului”), el a vizitat din nou acest loc.
La 22 martie 1832 Goethe a murit de pneumonie. Ultimele sale cuvinte, care se pare că ar fi fost: Mehr Licht! („Mai multă lumină!”), sunt relatate de medicului său, Carl Vogel, care în momentul decesului însă nu era în camera lui Goethe . Goethe a fost îngropat pe data de 26 martie la Cripta Prinților (Fürstengruft) din Cimitirul Istoric (Historishe Friedhof) din Weimar.
După moartea poetului, aprecierea lui a scăzut. El se afla atunci în umbra lui Friedrich Schiller, a cărui tendințe revoluționare se potriveau mai bine timpului, decât poziția conservatoare a lui Goethe. În afara de diferiți critici, chiar și din rândul bisericii, i se reproșa lipsa de patriotism, de credință și de moralitate. Abia după anii 1860, Goethe aparține de literatura predată la școlile germane. Această perioadă de lipsă de atenție pentru Goethe și operele sale, s-a încheiat cu crearea Imperiului German din anul 1871.
În timpul național-socialismului, naziștii au pomenit puțin de Goethe. Umanismul și cosmopolitismul lui și idealul de educație de om pe sine stătător și însuși finalizat, nu se potrivea cu ideologia fascistă. Alfred Rosenberg, declarase în cartea sa din anul 1930 Der Mythus des 20. Jahrhunderts („Mitul secolului 20”), că Goethe nu ar fi de folos pentru următoarea: „perioadă de luptă aprigă, pentru că el a fost un personaj care a urât violența atât în viață cît și în versuri” .

## Scrieri

### Poezie
- 1769: Cântece noi ("Neue Lieder")
- 1785: Prometeu
- 1795: Elegii romane ("Römische Elegien")
- 1797: Ucenicul vrăjitor ("Der Zauberlehrling")
- 1797: Mireasa din Corint ("Die Brandt von Korinth")
- 1797: Zeul și baiadera ("Der Gott und die Bajadere")
- 1818: Divanul occidental-oriental ("West-östlicher Diwan")

### Teatru
- 1773: Götz von Berlichingen
- 1779: Ifigenia în Taurida ("Iphigenie auf Tauris")
- 1787: Egmont
- 1790: Torquato Tasso
- 1808: Faust I (Faust. Eine Tragödie)
- 1832: Faust II (Faust. Der Tragödie zweiter Teil)

### Roman și nuvelă
- 1774: Suferințele tânărului Werther ("Die Leiden des jungen Werthers")
- 1795: Anii de ucenicie ai lui Wilhelm Meister ("Wilhelm Meisters Lehrjahre")
- 1798: Hermann și Dorothea ("Hermann und Dorothea")
- 1809: Afinitățile elective ("Die Wahlverwandtschaften")
- 1821: Anii de peregrinare ai lui Wilhelm Meister ("Wilhelm Meisters Wanderjahre")

### Eseu
- 1773: Despre arhitectura germană ("Von deutschen Baukunst")
- 1805: Winckelmann și secolul său ("Winckelmann und sein Jahrhundert")
- 1811/1822: Poezie și adevăr ("Dichtung und Wahrheit")
- 1816/1832: Despre artă și antichitate ("Über kunst und Althertum")

### Studii științifice
- 1790: Încercare de a explica metamorfozele plantelor ("Versuch, die Metamorphosen der Pflanzen zu erklären")
- 1810: Despre teoria culorilor ("Zur Farbenlehre")
- 1817/1824: Despre științele naturii, în special despre morfologie ("Zur Naturwissenschaft überhaupt, besonders zur Morphologie").

## Urmași
Goethe și soția lui, Cristiane, au avut cinci copii. Cu excepția lui August (Julius August Walter von Goethe, n. 25 decembrie 1789, d. 28 octombrie 1830) celui mai în vârstă, ceilalți au murit foarte timpuriu, după câteva zile sau săptămâni. Fiul lui Goethe, Julius August Walter a avut trei copii: Walther Wolfgang (n. 1818, d. 1885), Wolfgang Maximilian (n. 1820, d. 1883) și Alma Sedina (n. 1827, d. 1844). După moartea lui August în 1830, soția acestuia, Ottilie von Goethe, a născut încă o fată, Anna Sibylle, al cărei tată nu era August. Această fată a murit și ea după numai un an. Copii lui August rămânând necăsătoriți și fără copii, linia lui Johann Wolfgang von Goethe direct descendentă s-a terminat în anul 1885.
Sora lui Goethe, Cornelia Friederica (n. 1750, d. 1777) a avut două fete (nepoatele lui Goethe), Luise Maria Anna Schlosser (1774-1811) și Julie Schlosser (1777-1793) aceasta fără copii. Luise Maria Anna a avut patru copii, ai căror descendenți încă trăiesc și în ziua de astăzi.

## Lucrări în științe naturale

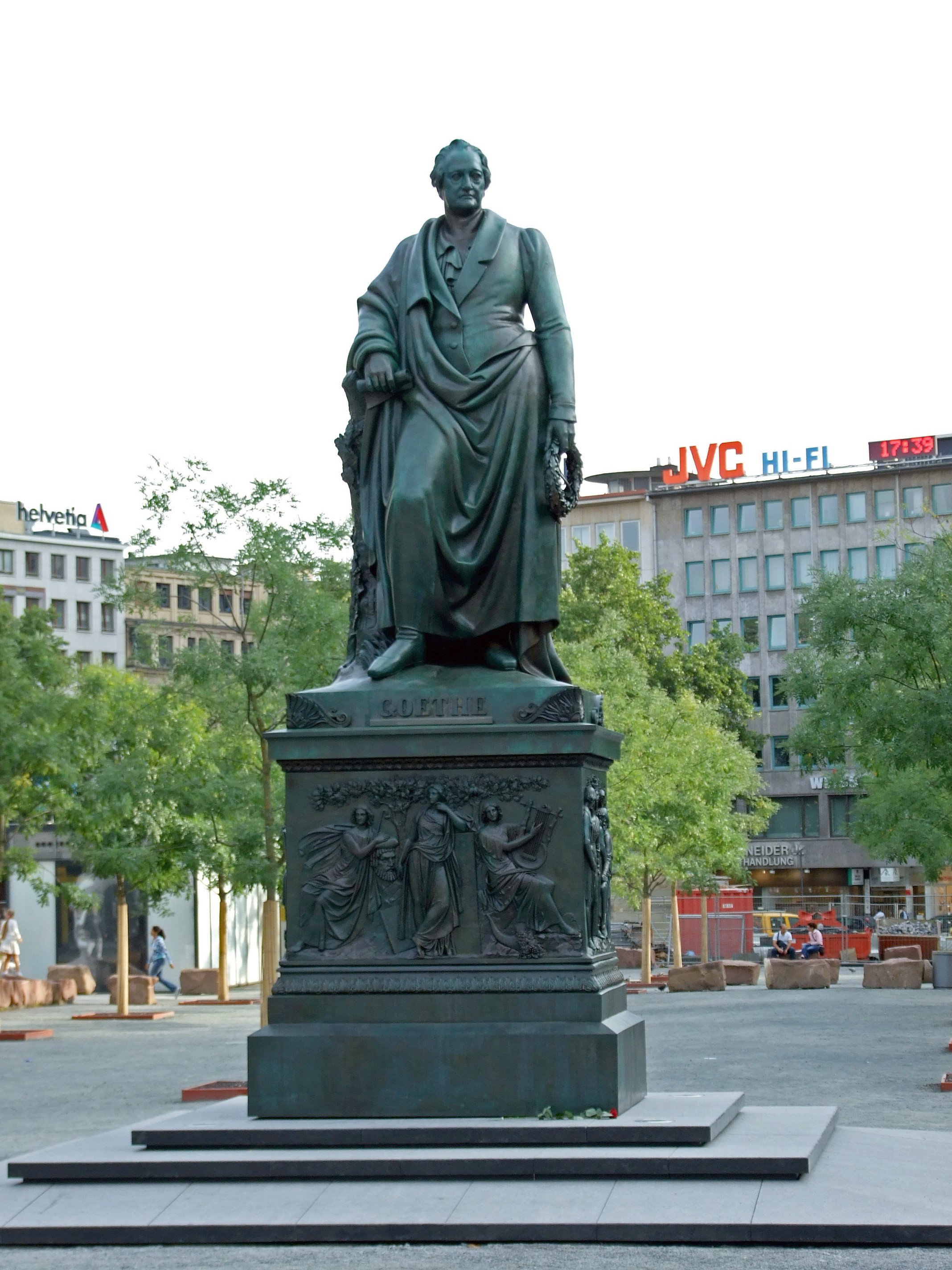
Primul monument a lui Goethe de Ludwig Michael Schwanthaler, după restaurare(2007) pe Goetheplatz în Frankfurt

Goethe încerca să lege poezia, științele naturale, filozofia și politică. Activități practice și întîlnirile cu alți oameni, sunt reflectate în operele sale poetice și literare. Lucrările lui poetice, se bazează întotdeauna pe întâmplări concrete. Goethe era fascinat de teoria cunoașterii a lui Kant. Teza, „noi nu putem recunoaște obiectiv, obiectele filosofiei, doar putem să ne gândim despre cele înregistrate”, erau tocmai convingerile lui Goethe: Nun aber schien zum erstenmal eine Theorie mich anzulächlen („Acuma pentru prima dată mi-se pare să-mi surâdă o teorie”).

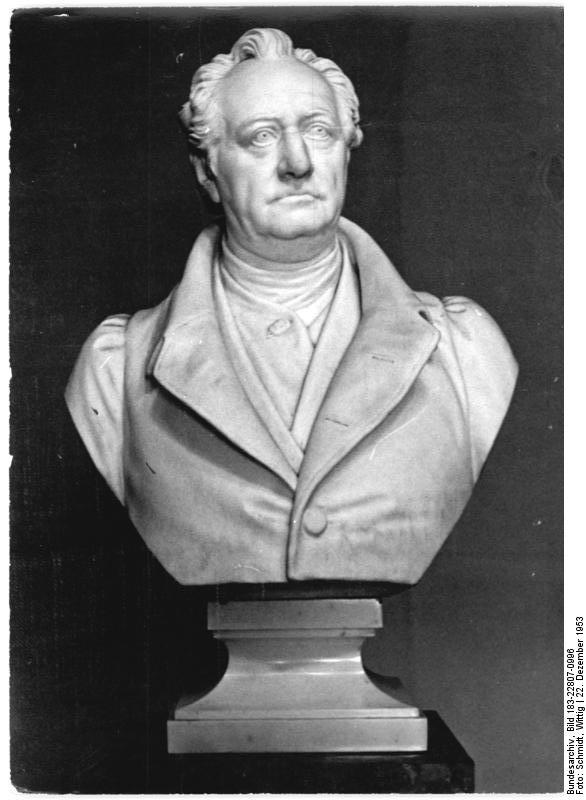
Johann Wolfgang von Goethe

Studii ale naturii. În anii 1780, Goethe a început cu studierea biologiei, anatomiei și cu modul de formare, a faunei și florei. După excursia din Italia, Goethe se dedicase cu mare angajament botanicii, geologiei, chimiei și opticii. El însuși a colectat aproximativ 23.000 exemplare.
Botanică. Studiile lui Goethe asupra formele plantelor în special: Die Metamorphose der Pflanzen, 1790 („Metamorfoza plantelor”, 1790), au fost recunoscute ca subiecte de îndrumare în lumea specialiștilor. În domeniul botanicii, el este considerat fondatorul morfologiei comparative. Una din descoperirile lui Goethe a fost, că nu numai frunzele verzi, ci și părțile din floare sunt la fel și fructele construite din frunze. Această descoperire, Goethe a formulat-o în anul 1787 cu cuvintele: Vorwärts und rückwärts ist die Pflanze immer nur Blatt („Înainte și înapoi planta este numai frunză”). Azi se vorbește de omologarea organelor.
Zoologie. În domeniul zoologiei profesorul de anatomie Justus Christian Loder i-a transmis lui Goethe multe abilități teoretice și practice. La data de 27 martie 1784 în Jena, împreună au descoperit la craniul uman osul interimar al maxilarului (lat. Os incisivum), care la om înaintea nașterii se împreunează cu maxilarul superior (se mai numește „Sutura incisiva goethei” sau „Os goethei”). Goethe, care bănuia rudenia între animal și om, a cercetat mai amănunțit decât toți alții, și a avut succes. Încă în acea noapte, Goethe îi scria lui Herder: Ich habe gefunden – weder Gold noch Silber, aber was mir unsägliche Freude macht – das Os intermaxillare am Menschen(N-am găsit - nici aur, nici argint, dar ceea ce îmi face bucurie nespusă este osul intermaxillar la om). Cu această descoperire în zoologie și în special la embrionul uman, Goethe credea a fi reușit să găsească un argument decisiv pentru a dovedi rudenia între om și maimuță. Ulterior, s-a dovedit că ,,descoperirea" cu pricina fusese falsă.
Optica și teoria culorilor. Goethe a făcut multe încercări la culorile lumini, și la culorile optice și spectrale. În spiritul Kantian al Teoriei cunoașterii, „teoria culorilor” a lui Goethe nu este o lucrare de științe naturale ci, este o învățătură a priceperii - nu fizică, ci metafizică. În această lucrare, el prin interpretarea lui a contrazis concepțiile lui Newton la descompunerea spectrală a luminii. „Teoria culorilor” lui Goethe nu îndeplinește criteriile de azi, pentru care în cercetările științifice sunt ignorate. Cercetători al secolului al XX-lea (Niels Bohr, Paul Feyerabend), le-au abordat din nou. Dintr-o perspectivă psihologică, opera lui Goethe se poate consacra prima psihologie a culorilor.
Chimie. În laboratorul de chimie, fondat de Goethe la Institutul din Jena, el însuși făcea experimente chimice. Cu marii chimiști ai timpului cum ar fi: Jöns Berzelius, Eilhard Mitscherlich (mineralog și chimist) sau frații Gmelin (chimist și autorul, valabil și azi, al manualului de chimie anorganică), botanistul și mineralogul Countele Kaspar von Sternberg, Goethe avea periodic contact. În afara impulsului pentru o metodă nouă de turnarea metalului, sau fermentația alcoolică mai este de remarcat faptul, că și la prima combinare a tuturor elementelor într-un tabel, Goethe a dat impulsul la sistemului periodic dezvoltat la urmă de Döbereiner.
În legătură cu chimia Goethe prevedea: „Chimia este o știință care va avea asupra vieții o influență imensă și o amplă aplicare.”
Înțelegerea științei. Începutul observării a filozofiei stiinței cu metoda lui, Goethe el însuși a relatat în eseul: „Der Versuch als Vermittler von Objekt und Subjekt” („Încercare ca mediator între obiect și subiect”). Aici remarcă procedeul — în comparație cu filozofia naturii al romantismului — ca empiric și nu speculativ.
În anul 1808, Goethe a fost ales ca membru extern al „Academiei de Științe din Bavaria” (Bayerische Akademie der Wissenschaften).

„Timbre, Bancnote”
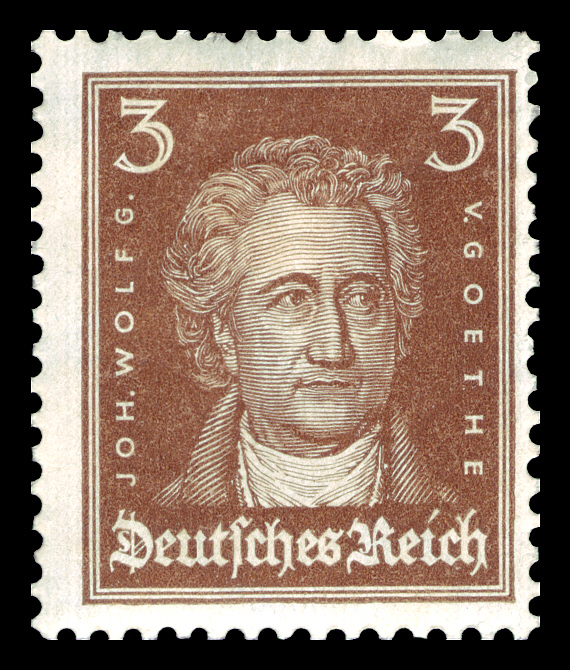
1 noiembrie 1926; 3 Pfennig
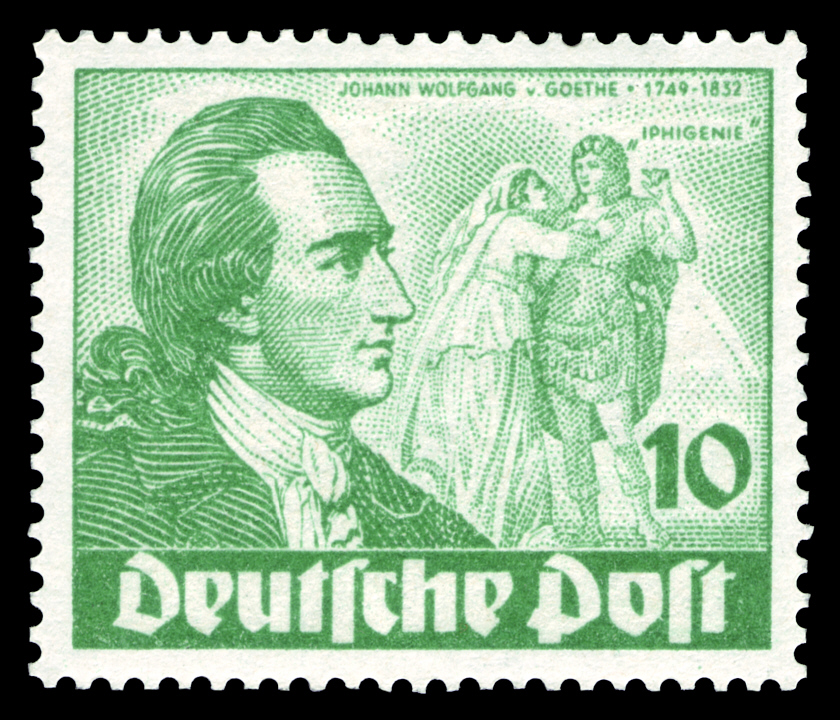
Iphigenie auf Tauris , 29 iulie 1949; 10 Pfennig
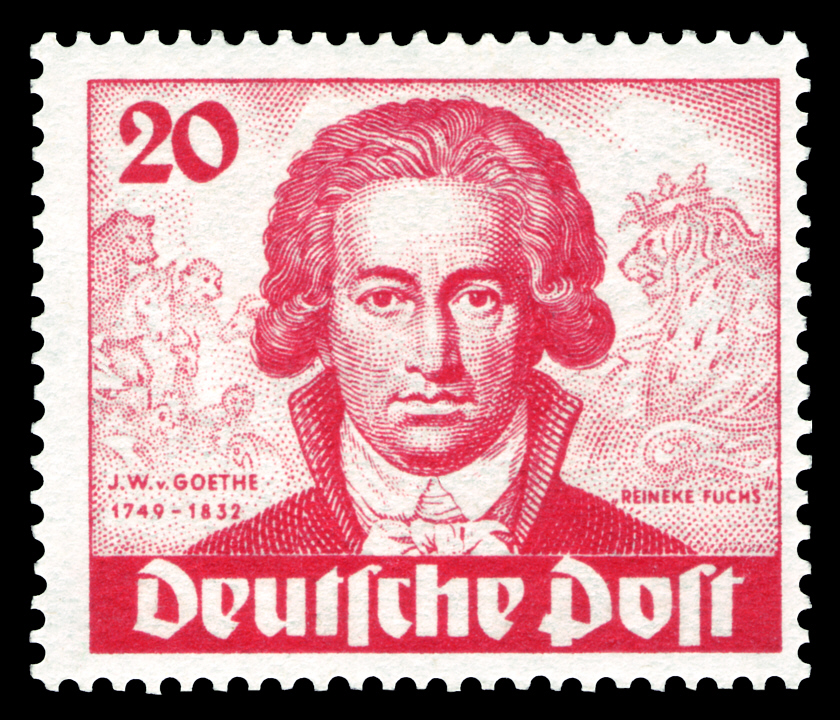
Reineke Fuchs, 29 iulie 1949; 20 Pfennig
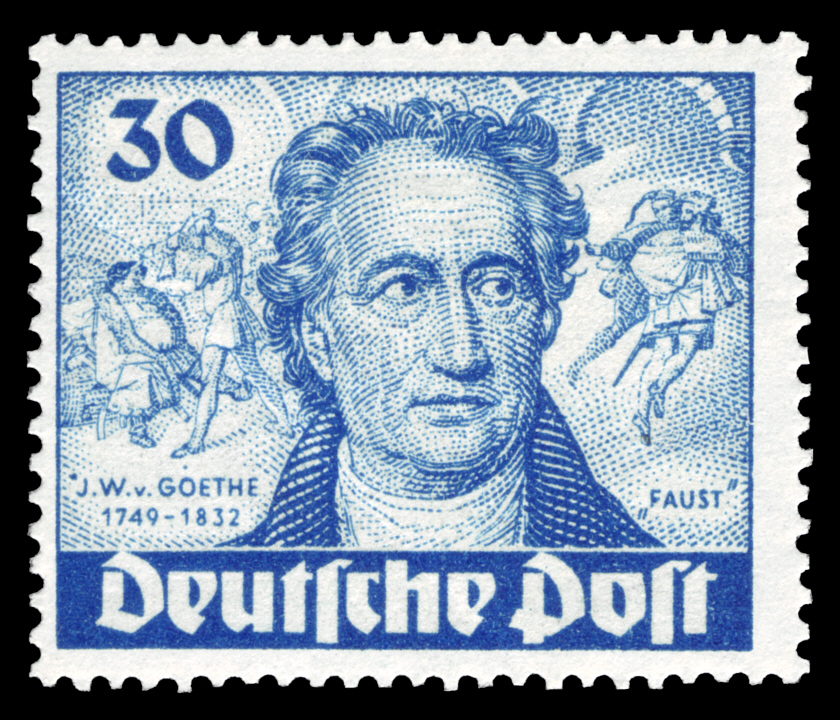
Faust, 29 iulie 1949; 30 Pfennig
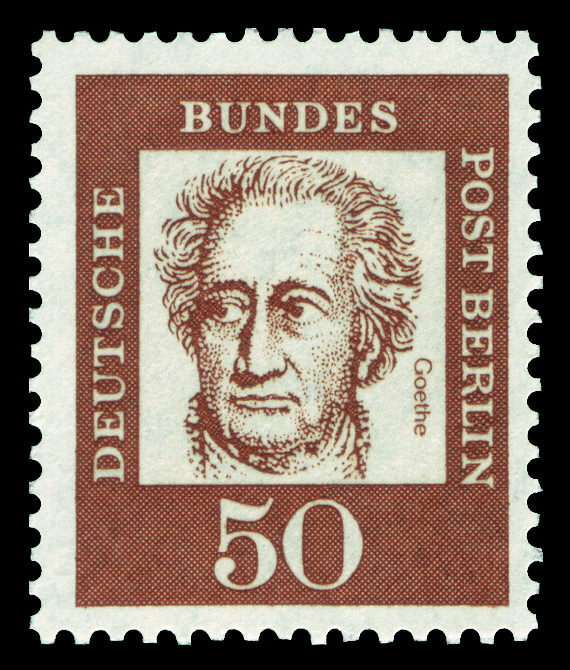
1 decembrie 1961: Serie de timbre din Berlin, cu germani distinși; 50 Pfennig
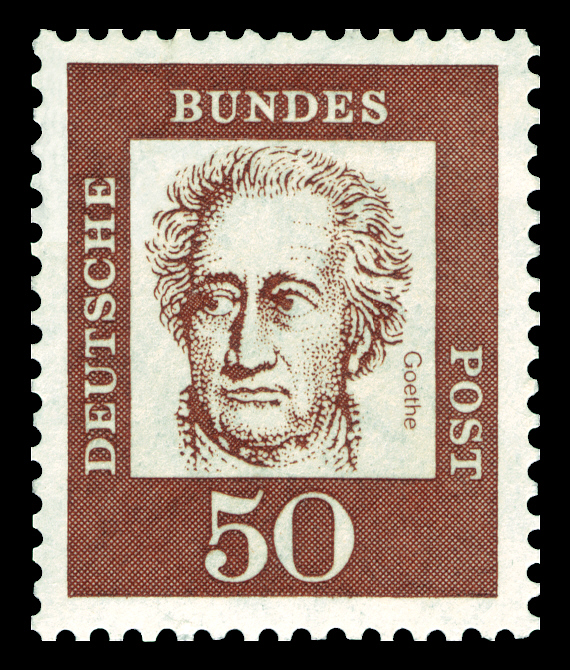
1 decembrie 1961; 50 Pfennig
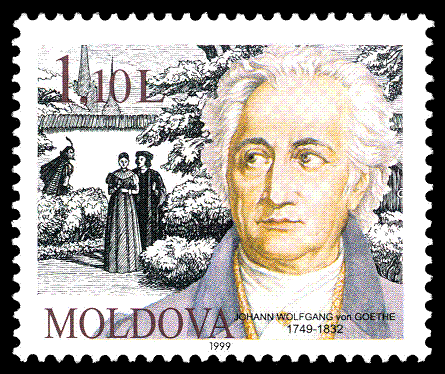
Republica Moldova, 1999; 1,10 Leu
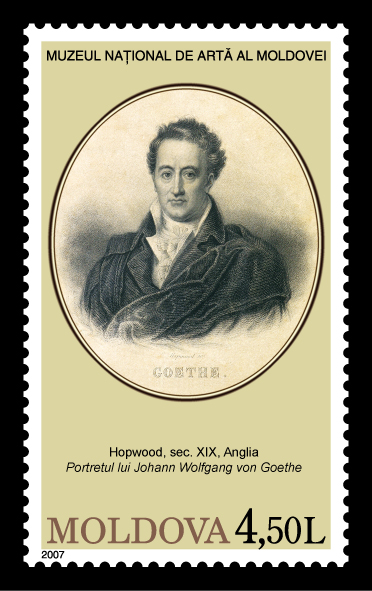
Republica Moldova, 2007; 4,50 Lei

### Traduceri
Autori, ale căror opere, parțial, au fost traduse de Goethe în limba germană:
- Pierre Corneille
- James Macpherson
- Pindar
- Solomon
- Jean Racine
- Homer
- Madame de Staël
- William Shakespeare
- Benvenuto Cellini
- Denis Diderot
- Voltaire
- Terențiu
- Pedro Calderón de la Barca
- Charles Robert Maturin
- Alessandro Manzoni
- George Gordon Byron
- Sofocle
- Euripide

## Exegeze românești
- Ion Gherghel, Goethe în literatura română, cu o privire generală asupra întregei înrâuriri germane, studiu de literatură comparată, București, Monitorul Oficial și Imprimeriile Statului, Imprimeria Națională, 1931; Bibliografie critică despre Goethe la Români, 1936
- Liviu Rusu, Goethe: câteva aspecte, Cluj, Tipografia Națională, 1932 (reeditare, Presa Universitară Clujeană, 2001)
- Ion Sân-Giorgiu, Goethe, București, Fundația pentru Literatură și Artă Carol al II-lea, 1938; Personalitatea lui Goethe, în „Revista Germaniștilor Români”, Anul I, nr. 1, 22 martie 1932. p. 59.
- Tudor Vianu, Goethe, București, Editura pentru Literatură, 1962
- Mihai Ralea, Goethe - omul integral
- Constantin Noica, Despărțirea de Goethe, București, Editura Univers, 1976 (ediția a II-a, revăzută după manuscrise, cu două capitole inedite, ediție ingrijită de Marin Diaconu, București, Editura Humanitas, 2000
- Ion Roman, Ecouri în goetheene în cultura română, Editura Minerva, 1980